# Bundeswehr

Dienstflagge der Bundesbehörden

Dienstflagge der Seestreitkräfte

Die Bundeswehr umfasst die Streitkräfte der Bundesrepublik Deutschland sowie zivile Bereiche. Die Streitkräfte bestehen aus den vier Teilstreitkräften Heer, Luftwaffe, Marine und Cyber- und Informationsraum sowie dem Unterstützungsbereich. Neben den Streitkräften gehören zur Bundeswehr auch die fünf zivilen Organisationsbereiche Ausrüstung, Informationstechnik und Nutzung, Infrastruktur, Umweltschutz und Dienstleistungen und Personal (diese drei bilden zusammen die Bundeswehrverwaltung), die Militärseelsorge und die Rechtspflege sowie die drei dem Bundesministerium der Verteidigung unmittelbar nachgeordneten militärischen Dienststellen und der Militärische Abschirmdienst. Die Bundeswehr umfasst also den gesamten nachgeordneten Geschäftsbereich des Bundesministeriums. Das Ministerium als oberste Bundesbehörde steht hierarchisch über der Bundeswehr, ohne selbst Teil von ihr zu sein. Unter den Angehörigen der Bundeswehr sind Soldaten, aber auch Beamte, Arbeitnehmer (Tarifbeschäftigte) und Richter (an den Truppendienstgerichten).
Der Bundesminister der Verteidigung ist Mitglied der Bundesregierung und grundsätzlich der Inhaber der Befehls- und Kommandogewalt (IBuK) über die Streitkräfte (Art. 65a GG). Sie geht im Verteidigungsfall auf den Bundeskanzler über (Art. 115b GG).
Als Parlamentsarmee benötigt die Bundeswehr für Einsätze die Zustimmung des Deutschen Bundestags. Die Auslandseinsätze der Bundeswehr finden grundsätzlich im Rahmen von Mandaten der NATO, EU und UN statt.

## Geschichte und Entwicklung

### Geschichte bis 1990

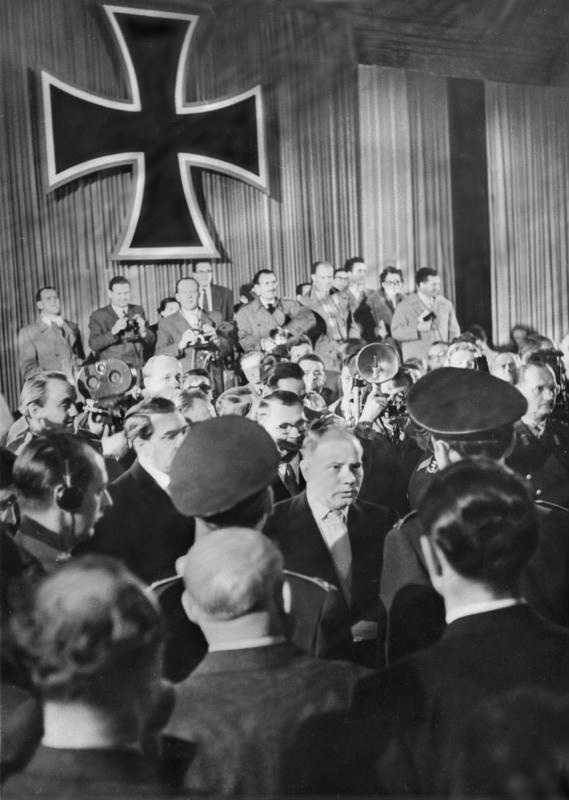
Gründung der Bundeswehr durch Verteidigungsminister Theodor Blank am 12. November 1955

Der ehemalige General Gerhard Graf von Schwerin wurde am 24. Mai 1950 Konrad Adenauers „Berater in technischen Fragen der Sicherheit“ zur geheimen Vorbereitung des Aufbaus westdeutscher Streitkräfte. Am 26. Oktober 1950 berief Konrad Adenauer Theodor Blank zum „Beauftragten des Bundeskanzlers für die mit der Vermehrung der alliierten Truppen zusammenhängenden Fragen“. Dieses „Amt Blank“ wurde zur Keimzelle des späteren Bundesministeriums der Verteidigung. In der Himmeroder Denkschrift vom Oktober 1950 lieferten 15 Experten, allesamt ehemalige Offiziere der Wehrmacht (unter ihnen Wolf von Baudissin), maßgebliche Ideen für die Konzeption und den Aufbau der Bundeswehr. Die sieben in die Bundeswehr übernommenen Offiziere dieser 15-köpfigen Himmeroder Expertengruppe, die zum Teil höchste Stellungen in der Bundeswehr (Generalinspekteur, Inspekteure von Teilstreitkräften) und in der NATO (Vorsitzender des Militärausschusses, hohe Kommandeure) erlangten, prägten mit den in Himmerod entwickelten Konzepten die junge Bundeswehr.
Wichtig für den Aufbau einer neuen Armee war die am 23. Januar 1951 erfolgte Ehrenerklärung für die Soldaten der deutschen Wehrmacht durch den damaligen Oberbefehlshaber der NATO-Streitkräfte und späteren US-Präsidenten, Dwight D. Eisenhower, gegenüber Bundeskanzler Konrad Adenauer, in der Eisenhower konstatierte, dass der deutsche Soldat tapfer kämpfte und seine Ehre – bis auf wenige Ausnahmen – nicht verloren habe. Daraufhin gab Bundeskanzler Adenauer vor dem Deutschen Bundestag am 3. Dezember 1952 eine eigene Erklärung ab: „Ich möchte vor diesem Hohen Hause im Namen der Bundesregierung erklären, dass wir alle Waffenträger unseres Volkes, die im Namen der hohen soldatischen Überlieferung ehrenhaft zu Lande, auf dem Wasser und in der Luft gekämpft haben, anerkennen… Es muss unsere gemeinsame Aufgabe sein – und ich bin sicher, wir werden sie lösen –, die sittlichen Werte des deutschen Soldatentums mit der Demokratie zu verschmelzen...“
Die Ehrenerklärung ermöglichte die Wiedereingliederung ehemaliger Angehöriger der Wehrmacht (und auch einiger Angehöriger der Waffen-SS). Es folgte die Aufstellung von Verteidigungskräften, die zunächst in den teilweise bewaffneten Dienstgruppen vorgehalten und ab 16. März 1951 im paramilitärisch organisierten Bundesgrenzschutz (BGS) ausgebildet wurden.
Die Gründung der Bundeswehr und die Wiederbewaffnung der Bundesrepublik am 5. Mai 1955 führten zu erheblichen innenpolitischen Auseinandersetzungen. Hauptsächlich zwischen SPD und CDU wurde die Frage diskutiert, ob es moralisch zu verantworten sei, dass Deutschland nach der Hitler-Diktatur und einem strukturell ausgeprägten inneren deutschen Militarismus jemals wieder über Streitkräfte verfügen sollte. Die KPD war ein vehementer Gegner der Wiederbewaffnung. Schließlich wurde am 7. Juni 1955 die Wehrverwaltung gegründet; am 12. November 1955 die ersten 101 Freiwilligen vereidigt.
Der Name „Bundeswehr“ geht zurück auf den FDP-Bundestagsabgeordneten Hasso von Manteuffel, einen früheren General der Wehrmacht, und wurde durch Richard Jaeger im Rahmen eines Antrages während einer Sitzung des Sicherheitsausschusses des Deutschen Bundestages vorgeschlagen. Der neue Name gilt offiziell seit dem 1. April 1956. Vorher wurden die noch namenlosen Streitkräfte der Bundesrepublik oft „Neue Wehrmacht“ genannt.
Am 24. Juli 1955 trat das Freiwilligengesetz in Kraft, das die Einstellung von bis zu 6000 Freiwilligen in die bundesdeutschen Streitkräfte erlaubte (Gesetz über die vorläufige Rechtsstellung der Freiwilligen in den Streitkräften vom 23. Juli 1955); am 12. November 1955 wurden die ersten freiwilligen Soldaten ernannt. Am 22. März 1956 trat die mit großer Mehrheit beschlossene Wehrverfassung (Ergänzung des Grundgesetzes Art. 87a und Art. 87b) in Kraft und am 1. April 1956 das Gesetz über die Rechtsstellung der Soldaten (Soldatengesetz) vom 19. März 1956. 
Das am 21. Juli 1956 vom Bundestag beschlossene Wehrpflichtgesetz, führte eine Wehrpflicht für alle männlichen deutschen Staatsbürger vom vollendeten 18. Lebensjahr an ein und trat am 25. Juli 1956 in Kraft.
Um einen beschleunigten Aufbau der Bundeswehr zu gewährleisten, war bereits am 1. Juni 1956 das Zweite Gesetz über den Bundesgrenzschutz vom 30. Mai 1956 in Kraft getreten. Mit diesem Gesetz wurde der Bundesminister für Verteidigung ermächtigt, aus Freiwilligenverbänden des BGS Verbände der Bundeswehr aufzustellen. BGS-Beamte hatten im Zeitraum vom 1. bis 30. Juni 1956 die Möglichkeit, eine Erklärung abzugeben, ob sie im Bundesgrenzschutz verbleiben wollten. Wer dies nicht tat, wurde automatisch zum 1. Juli 1956 in die Bundeswehr überführt. Die ehemaligen BGS-Beamten erhielten dabei den nächsthöheren Dienstgrad und Möglichkeiten einer schnelleren Beförderung. Besonders ehemalige Angehörige der Wehrmacht im BGS nutzten dies, weil sie im Bundesgrenzschutz bis dahin oft um drei Dienstgrade niedriger Dienst taten als in der Wehrmacht, während sie bei der Bundeswehr nach ihrem letzten Rang in der Wehrmacht beurteilt wurden.
Die Anfang November 1956 von der Bundesregierung befohlene Aufstellung von zunächst sieben Divisionen bestand daher in ihrer Masse anfangs aus ehemaligen BGS-Beamten und Freiwilligen, von denen ein Teil in verschiedenen alliierten Dienstgruppen gedient hatte. Ab 1957 kamen dann die ersten Wehrpflichtigen dazu. Der BGS bildete die Grundlage für die 2. 3. und 4. Grenadierdivision, drei Musikkorps und die Führungsebene des Panzeraufklärungsbataillons 5 sowie des Panzerfernmeldebataillons 3. Aus Mangel an Bundeswehruniformen und Unterkünften behielten die ehemaligen Bundesgrenzschutzmänner anfangs ihre bisherige Ausrüstung und blieben in den BGS-Kasernen. Sie mussten lediglich das Abzeichen mit dem Bundesadler vom linken Oberärmel abtrennen.
Bei Gründung der Bundeswehr stammten deren Offiziere und Unteroffiziere fast ausnahmslos aus der Wehrmacht – teilweise auch aus der Waffen-SS. Im Jahr 1959 waren von 14.900 Bundeswehroffizieren 12.360 bereits in der Reichswehr oder Wehrmacht zu Offizieren ernannt worden; 300 Offiziere entstammten der Waffen-SS. Alle Offiziere vom Oberst aufwärts wurden durch den Personalgutachterausschuss überprüft. Dieses Gremium bestand aus 38 Persönlichkeiten des öffentlichen Lebens, die vom Bundespräsidenten auf Vorschlag der Bundesregierung und nach Bestätigung durch den Bundestag ernannt worden waren. Auf den Vorwurf, alle hohen Offiziere hätten in der Wehrmacht gedient, antwortete Bundeskanzler Adenauer sinngemäß, die NATO nehme ihm keine 18-jährigen Generale ab.

### Entwicklung seit 1990

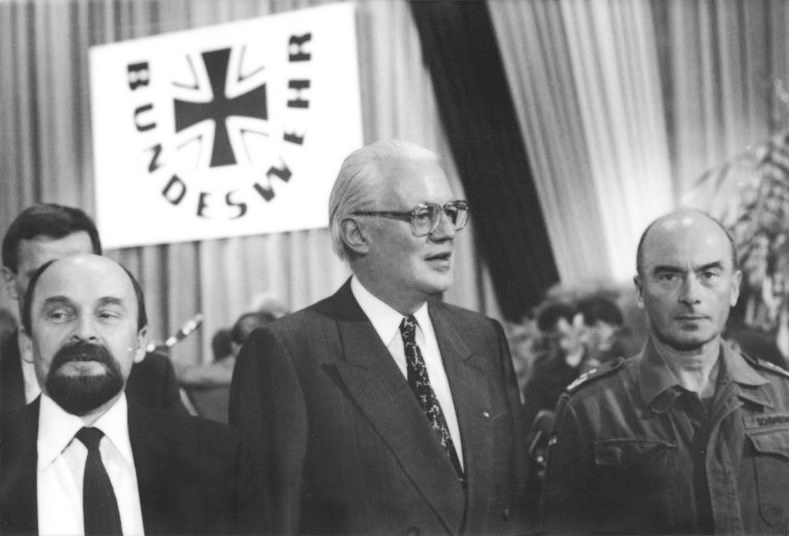
Bundesverteidigungsminister Gerhard Stoltenberg (m.) übernimmt am 3. Oktober 1990 in Strausberg vom früheren DDR-Minister für Abrüstung und Verteidigung, Rainer Eppelmann (li.), die Befehlsgewalt über die vormaligen NVA-Streitkräfte. Rechts im Bild: Generalleutnant Jörg Schönbohm, Befehlshaber des Bundeswehrkommandos Ost

Nach der Wiedervereinigung übernahm die Bundeswehr etwa 20.000 Soldaten der Nationalen Volksarmee der ehemaligen DDR. Außerdem wurde ein kleiner Teil des Materials der NVA, z. B. MiG-29-Flugzeuge der Luftstreitkräfte, übernommen und weiter genutzt. Große Mengen der Bewaffnung und Ausstattung wurden verschrottet, verkauft oder verschenkt, z. B. Panzer an die Türkei. Indonesien kaufte 39 Kriegsschiffe der Volksmarine. Der Verkauf von Panzern an die Türkei wurde kritisiert, weil deren Streitkräfte sie zur Bekämpfung von Minderheiten, wie den Kurden, verwendeten.
Die Bundeswehr musste sich in ihrer Geschichte immer wieder veränderten Bedingungen anpassen. Während des Kalten Krieges war das Bedrohungspotenzial des Warschauer Pakts bestimmend für ihre Struktur.
Nach dem Zerfall der Sowjetunion und des Ostblocks wurde die Bundeswehr reformiert. Dabei mussten anfangs die mögliche Restbedrohungen aus dem osteuropäischen Raum und sich zunächst nur vage abzeichnende neue Aufgaben miteinander in Einklang gebracht werden. Die in den 1990ern geführte Out-of-Area-Debatte war charakteristisch für die innenpolitische Diskussion in Deutschland. Sie stand einer schnellen und gründlichen Reform im Wege. Nach dem Urteil des Bundesverfassungsgerichts vom 12. Juli 1994 über die Auslandseinsätze der Bundeswehr waren die Voraussetzungen gegeben, die Bundeswehr gezielt auf derartige Aufgaben auszurichten.
Es blieb jedoch vornehmlich aus innenpolitischen Gründen zunächst bei einer Veränderung in kleinen Schritten.
Nach dem Regierungswechsel 1998 und den Empfehlungen der Weizsäcker-Kommission wurde der Umbau unter Bundesverteidigungsminister Scharping erheblich beschleunigt. Nicht alle Reformansätze haben sich indes als praktikabel und finanzierbar erwiesen. Der beginnende militärische Kampf gegen den Terror als Reaktion auf die Anschläge des 11. September 2001 hat zu weiteren Überarbeitungen der Reformen geführt.
Im Rahmen früherer Reformen, unter den fast statischen Bedingungen des Kalten Krieges, war es möglich einen Sollzustand zu definieren. Mittlerweile ist die Erkenntnis erwachsen, dass dies nicht mehr möglich ist. Eine von manchen erhoffte gründliche Reform, die alle Probleme der Bundeswehr auf einmal behebt, kann es demnach nicht geben. Das neue sicherheitspolitische Umfeld unterliegt schnellen Wandlungen. Diesen Herausforderungen soll nach dem neuen Konzept mit einem kontinuierlichen Anpassungsprozess begegnet werden, der als „Transformation“ bezeichnet wird.
In diesem Prozess soll durch ständige Analyse und Bewertung aller entscheidenden Parameter eine Möglichkeit geschaffen werden, die Einsatzfähigkeit der Bundeswehr in einem sich rasch verändernden Umfeld herzustellen und aufrechtzuerhalten. Das im Jahre 2004 aufgestellte Zentrum für Transformation der Bundeswehr (ZTransfBw) unterstützte das BMVg bei der Transformation der Bundeswehr.
Nachdem das Bundeskabinett im Dezember 2010 die Aussetzung der Wehrpflicht ab dem Jahr 2011 beschlossen hatte, begann 2012 die Neuausrichtung der Bundeswehr.
Im Jahr 2016 hatte die damalige Verteidigungsministerin Ursula von der Leyen Trendwenden zu Finanzen, Personal und Material eingeleitet. Zuvor hatte die Bundeswehr rund 25 Jahre lang Personal abgebaut. Dies war dem Ende des Ost-West-Konflikts und der Integration der Nationalen Volksarmee in die Bundeswehr geschuldet gewesen. Hinzu kam die Aussetzung der Wehrpflicht 2011 und der daraus folgende Umbau der Bundeswehr zur Freiwilligenarmee. Mit der Trendwende Material sollen die materielle Einsatzbereitschaft der Truppe verbessert und die Beschaffung der Ausrüstung flexibler und effizienter organisiert werden. Die Soldaten sollen laut BMVg je nach Lage und Auftrag auf die passende Ausstattung, Ausrüstung und Bewaffnung zurückgreifen können, um Herausforderungen im In- und Ausland zu bewältigen. Mit den Beschlüssen zur Modernisierung wurden die Trendwenden bei Finanzen, Personal und Material eingeleitet und Planungen neu ausgerichtet. Die Trendwende Finanzen war dabei die Grundvoraussetzung, damit die Bundeswehr wieder stärker in ihr Personal und Material investieren kann. Denn nach der Wiedervereinigung schrumpfte der Verteidigungshaushalt von Deutschland über viele Jahre. Infolgedessen gerieten die stetige Modernisierung der Bundeswehr und die Weiterentwicklung ihrer Ausrüstung ins Stocken. Gleichzeitig waren die sicherheitspolitischen Herausforderungen gestiegen. Daher steigen die Ausgaben seit 2015 wieder.

### Tradition

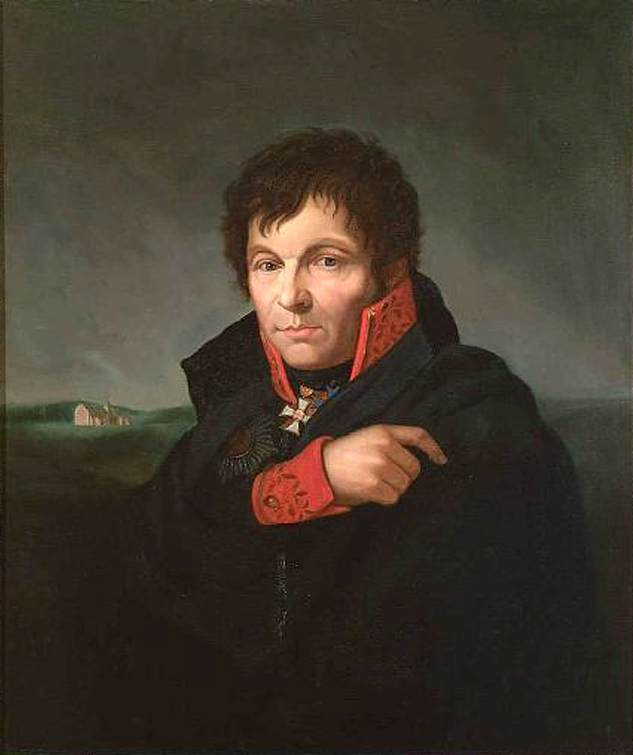
Gerhard David von Scharnhorst

Die Bundeswehr bezieht aktuell ihre Tradition aus drei Quellen: den Preußischen Reformen von 1807 bis 1813, dem Widerstand vom 20. Juli 1944 und ihrer eigenen Geschichte. Laut dem Traditionserlass begründen die Wehrmacht und die Nationale Volksarmee keine Traditionslinien. Ausnahmen für einzelne Angehörige beider Streitkräfte mit besonderen Verdiensten um Recht und Freiheit sind zulässig. Seit der Gründung gab es immer wieder Diskussionen über die Tradition der Bundeswehr und dabei insbesondere zum Verhältnis zur Wehrmacht. Bisher wurde die eigene Geschichte der Bundeswehr kaum zur Bildung einer eigenen Tradition genutzt.

#### Preußische Reformen
Die Preußischen Reformen von 1807 bis 1813 erneuerten das militärische System in den deutschen Ländern grundlegend. Aus der Niederlage der preußischen Söldnerarmee in der Schlacht von Jena und Auerstedt 1806 gegen Napoleon entstand die Einsicht, dass nur ein Bürger mit Rechten in seinem Land auch bereit ist, es unter Einsatz seines Lebens zu verteidigen. Die Reformen von Gerhard David von Scharnhorst, August Neidhardt von Gneisenau und Karl August von Hardenberg umfassten Gesetze zur Bauernbefreiung, die Einführung bürgerlicher Freizügigkeit und die Abschaffung militärischer Strafen. Sie waren ein Vorläufer der Idee vom „Staatsbürger in Uniform“, bei der freie und politisch beteiligte Bürger Soldaten werden sollten. Nicht alle Reformen ließen sich damals umsetzen, doch ihre fortschrittlichen Ideen sind bis heute in der Inneren Führung verankert.

#### Militärischer Widerstand gegen das NS-Regime
Nach Vereidigung der Reichswehr auf Adolf Hitler 1934 standen einzelne Offiziere der Entwicklung kritisch gegenüber, verschiedene Attentatsversuche scheiterten jedoch. Erst 1944 formierte sich der militärische Widerstand um Ludwig Beck, Henning von Tresckow und Claus Schenk Graf von Stauffenberg neu. Am 20. Juli 1944 verübte Stauffenberg ein Attentat auf Hitler, der aber überlebte und die Verschwörer hinrichten ließ. Auch sie hatten den Führereid geleistet, doch hielten den Zweiten Weltkrieg für verloren und hofften auf einen Waffenstillstand. Sie kannten die Zerstörung des Krieges und wollten die Bevölkerung vor weiterem Leid schützen. In der Überzeugung, das Richtige zu tun, stellten die Widerstandskämpfer des 20. Juli 1944 ihr Gewissen über ihren Gehorsam. Daraus entstand der „gewissengeleitete Gehorsam“, der bis heute ein Leitbild der Inneren Führung ist.

#### Eigene Geschichte
Bei der Gründung der Bundeswehr 1955 war die weltweite Entwicklung noch nicht absehbar. Um Alleingänge im Kalten Krieg zu vermeiden, wurde sie als Bündnisarmee der NATO konzipiert. Seitdem gab es viele Veränderungen, die für die neue Bundeswehr wichtig waren: die Übernahme von NVA-Soldaten nach der Wiedervereinigung 1990, der Wandel zur Einsatzarmee (der erste militärische Kriegseinsatz deutscher Soldaten nach 1945 fand im März 1999 im Rahmen der Luftangriffe der NATO auf Serbien statt), die Öffnung für Frauen und die Aussetzung der Wehrpflicht.

## Aufträge, internationale Einbindung und Einsätze

### Auftrag
Der Bund hat gemäß Art. 87a Abs. 1 Satz 1 GG den Auftrag, Streitkräfte zur Verteidigung aufzustellen („Der Bund stellt Streitkräfte zur Verteidigung auf.“). Aus dem verfassungsrechtlichen Auftrag sind in den Verteidigungspolitischen Richtlinien (VPR) vom 9. November 2023 der Kernauftrag, die Aufträge und weitere Aufgaben der Bundeswehr abgeleitet. Das Weißbuch 2016 trat zugleich außer Kraft, indem bislang Aufträge und Aufgaben der Bundeswehr beschrieben waren.
Während des Kalten Krieges war die Abwehr eines Angriffs aus dem Osten Hauptaufgabe der Bundeswehr. Ab 1990 hatte sich ihr Aufgabenspektrum verschoben: neben der Landes- und Bündnisverteidigung waren Beiträge zum internationalen Krisenmanagement zunehmend in den Vordergrund getreten. Die Verteidigungspolitischen Richtlinien 2023 definieren Russland als die dauerhaft größte Bedrohung für Frieden und Sicherheit im euroatlantischen Raum. Nach dem russischen Überfall auf die Ukraine 2022 ist daher der Kernauftrag wieder die Landes- und Bündnisverteidigung. Alle weiteren Aufträge und Aufgaben sind diesem Kernauftrag nachgeordnet.
- Kernauftrag Landes- und Bündnisverteidigung:
  - Maßnahmen zur Abschreckung potenzieller Gegner sowohl auf deutschem Hoheitsgebiet als auch im Bündnisgebiet in allen Dimensionen;
  - Verteidigungsaufgaben auf deutschem Hoheitsgebiet einschließlich der nationalen territorialen Verteidigung;
  - Verteidigung gegen Angriffe auf das Hoheitsgebiet von Bündnispartnern;
  - Verteidigung gegen terroristische und hybride Bedrohungen;
  - Festigung der transatlantischen und europäischen Verteidigungsfähigkeit.
- Auftrag: Stabilisieren und resiliente Partner aufbauen als Beitrag zum Internationalen Krisenmanagement:
  - Aktive militärische und zivil-militärische Beiträge im Rahmen internationaler Organisationen,
  - Bündnisse und Partnerschaften zur Konfliktverhütung, Krisenbewältigung, Krisennachsorge und Stabilisierung, einschließlich der nationalen Krisenfrüherkennung;
  - Beiträge zu Friedensmissionen der Vereinten Nationen;
  - Beiträge zur Ertüchtigung und zum Kapazitätsaufbau von Partnern;
  - Beiträge zum Kampf gegen den transnationalen Terrorismus, gegen Bedrohungen aus dem Cyber- und Informationsraum und gegen neuartige Gefahren hybriden Charakters;
  - Beiträge zum Schutz von Seeverbindungslinien sowie
  - Beiträge zur Durchsetzung von Embargos und Sanktionen.
- Auftrag: Verteidigungsdiplomatie als Werkzeug der Internationalen Kooperation und Partnerschaft:
  - Stärkung von Sicherheitsstrukturen von Partnern und Regionalorganisationen;
  - Aufbau und kontinuierliche Pflege sicherheitspolitischer und militärischer bilateraler Beziehungen sowie
  - Rüstungskontrollpolitische, vertrauens- und sicherheitsbildende Maßnahmen.
- Auftrag: Nationale Krisen- und Risikovorsorge sowie Unterstützungsleistungen:
  - Wahrnehmung nationaler territorialer Aufgaben außerhalb des Spannungs- und Verteidigungsfalls (Heimatschutz);
  - Überwachung und Sicherung des deutschen Luft- und Seeraums;
  - Überwachung kritischer Weltrauminfrastruktur;
  - Dauerhafte subsidiäre Übernahme von Aufgaben im Rahmen von Ressortvereinbarungen;
  - Hilfeleistungen in Fällen von Naturkatastrophen, schweren Unglücksfällen und Hilfeleistungen bei innerem Notstand sowie Amtshilfe;
  - Beiträge zur Terrorabwehr im Rahmen der verfassungsmäßigen Voraussetzungen;
  - Rettung und Rückführung im Ausland isolierter Personen;
  - Beiträge zur Evakuierung aus krisenhaften Lagen sowie
  - Beiträge zur Geiselbefreiung im Ausland.
- Weitere durchgängig wahrzunehmende Aufgaben:
  - Verteidigungsaspekte der gesamtstaatlichen Cybersicherheit, Beiträge zum gesamtstaatlichen Lagebild im Weltraum sowie im Cyber- und Informationsraum im Rahmen der nationalen und multinationalen Sicherheitsvorsorge sowie Wahrung der Cybersicherheit in den bundeswehreigenen Netzen;
  - Unterstützungsleistungen zum Erhalt und zur Weiterentwicklung nationaler Schlüsseltechnologiefelder sowie zur Förderung partnerschaftlicher, insbesondere europäischer und transatlantischer Ansätze bei Forschung, Entwicklung und Nutzung von Fähigkeiten;
  - Alle Maßnahmen zur Aufrechterhaltung des Betriebes im Inland einschließlich der Wahrnehmung von Ämteraufgaben, Qualifizierung, Aus-, Fort- und Weiterbildung, Ausbildungs- und Übungsunterstützung und Militärischer Sicherheit und Ordnung.

### Internationale Bündnisse und Organisationen
Nach Art. 24 GG kann sich der Bund zur Wahrung des Friedens einem System gegenseitiger kollektiver Sicherheit einordnen und hierbei in die Beschränkungen seiner Hoheitsrechte einwilligen, um eine friedliche und dauerhafte Ordnung in Europa und zwischen den Völkern der Welt herbeizuführen und zu sichern.

#### NATO
Die Bundesrepublik Deutschland trat am 6. Mai 1955 der NATO bei, am 9. Mai fand die feierliche Aufnahme und das erste NATO-Ministertreffen unter deutscher Beteiligung statt. Ihre Streitkräfte waren während des Ost-West-Konflikts fest in die Gliederung der NATO eingebunden. Nach 1990 wurde diese feste Bindung zwischen Teilen der nationalen Streitkräfte der Verbündeten und bestimmten Gliederungselementen der NATO-Kommandostruktur aufgehoben. Gleichwohl bleiben die deutschen Streitkräfte in den Streitkräfteplanungsprozess der NATO eingebunden. Die Anzeige von Kräften an die NATO ist eine Selbstbindung, die NATO kann die Mitgliedsstaaten nicht zwingen, bestimmte Kräfte zu unterhalten. Als Beitrag zur NATO Response Force ist die Bundeswehr darauf eingestellt, jederzeit bis zu 5000 Soldaten in hoher Bereitschaft zu halten.
Mit dem Bündnisfall regelt der NATO-Vertrag im Art. 5 in Verbindung mit Art. 115a GG eine weitere Einsatzmöglichkeit der Bundeswehr. Die Bundeswehr kann auch eingesetzt werden, wenn ein NATO-Bündnispartner angegriffen wird. Der Bündnisfall wurde seit seiner Festlegung erstmals nach dem 11. September 2001 erklärt. Dieser Bündnisfall wurde bisher nicht aufgehoben.
Im Rahmen der sicherheitspolitischen Zeitenwende wurde 2023 die Stationierung von Truppen im NATO-Bündnispartner Litauen beschlossen. Die Panzerbrigade 45 des Heeres als Kern der Brigade Litauen wurde 2025 offiziell in Dienst gestellt.

#### Europäische Union
Mit der Entwicklung einer eigenen Europäischen Sicherheits- und Verteidigungspolitik (ESVP) hat sich die EU eine eigene militärische Handlungsfähigkeit zugelegt. Entsprechend dem European Headline Goal von 1999 (EHG) sollten die Mitgliedstaaten 60.000 Soldaten für eine europäische Eingreiftruppe bereithalten, die innerhalb von 60 Tagen für ein Jahr zum Einsatz gebracht werden kann. Deutschland beabsichtigte hierfür bis zu 18.000 Soldaten zu stellen. Im Rahmen des angepassten Headline Goal 2010 beteiligt sich die Bundeswehr mit unterschiedlichen Kräfteansätzen an EU Battlegroups.

#### Vereinte Nationen
Um bei Bedarf möglichst schnell auf Truppen zurückgreifen zu können, haben die Vereinten Nationen mit verschiedenen Staaten sogenannte „Standby Arrangements“ abgeschlossen. 1999 hat sich Deutschland bereit erklärt, für die UN etwa 1000 Soldaten vorzusehen.

### Verteidigungsfall
Grundsätzlich hat der Bundesminister der Verteidigung die Befehls- und Kommandogewalt über die Streitkräfte. Im Verteidigungsfall geht diese Funktion nach Art. 115b Grundgesetz auf den amtierenden Bundeskanzler über.
Die Bundeswehr ist eine Parlamentsarmee, deren bewaffneter Einsatz einen Beschluss des Deutschen Bundestages voraussetzt. Erfordert die Lage unabweisbar ein sofortiges Handeln, kann der Verteidigungsfall als Voraussetzung für den Einsatz der bewaffneten Streitkräfte nach der Sonderregelung des Art. 115a Abs. 2 GG vom Gemeinsamen Ausschuss festgestellt werden. Unter den in Art. 115a Abs. 4 GG bezeichneten engeren Voraussetzungen eines bewaffneten Angriffs auf das Bundesgebiet und nur bei Handlungsunfähigkeit der für die Feststellung des Verteidigungsfalls zuständigen Bundesorgane gilt die Feststellung des Verteidigungsfalls bereits als getroffen.

### Auslandseinsätze
Die Bundeswehr kann bis zu 10.000 Soldaten für Auslandseinsätze (Friedenstruppen der Vereinten Nationen, humanitäre Einsätze, Hilfe bei Naturkatastrophen) aufbieten.
Als Folge der seit 1990 veränderten Sicherheitslage wird die Bundeswehr auch zu friedenserhaltenden und -sichernden Maßnahmen außerhalb der Bundesrepublik Deutschland eingesetzt. Bereits unmittelbar nach der Wiedervereinigung begann eine heftige Debatte über den Einsatz der Bundeswehr außerhalb des NATO-Vertragsgebiets (out-of-area-Debatte). Die ersten derartigen Einsätze waren 1991 die Operation Südflanke, eine Minenräumaktion der Marine nach dem Zweiten Golfkrieg im Persischen Golf, und 1993 die Entsendung eines Feldlazaretts nach Phnom Penh (Kambodscha) im Rahmen der UN-Missionen UNAMIC und UNTAC. Es folgten Einsätze in der Adria (SHARP GUARD 1992–1996), in Somalia (UNOSOM II) und auf dem Balkan im Rahmen der Einsätze IFOR und SFOR. Die verfassungsrechtliche Zulässigkeit der Einsätze nach Maßgabe des Art. 24 Abs. 2 GG (also innerhalb von NATO- oder UN-Mandaten) hat das Urteil des Bundesverfassungsgerichts vom 12. Juli 1994 geklärt. Darüber hinaus ist dieses Urteil die Grundlage des Parlamentsvorbehaltes für den Einsatz bewaffneter deutscher Streitkräfte im Ausland, der 2005 durch das Parlamentsbeteiligungsgesetz in Gesetzesform festgelegt wurde. Im Schrifttum ist umstritten, ob dieser Vorbehalt durch das Urteil nur explizit klargestellt oder in extensiver Auslegung der Verfassung erst durch das Gericht „eingeführt“ wurde.
Wichtige laufende Einsätze sind (Stand: Juli 2025):
| Einsatz            | Bezeichnung                                                 | Einsatzgebiet               | Erstes Mandat | Mandatsobergrenze | aktuelle Stärke |
| ------------------ | ----------------------------------------------------------- | --------------------------- | ------------- | ----------------- | --------------- |
| KFOR               | Kosovo Force                                                | Kosovo                      | 12. Juni 1999 | 400               | 287             |
| EUFOR ALTHEA       | European Union Force                                        | Bosnien und Herzegowina     | 8. Juli 2022  | 50                | 33              |
| UNMISS             | United Nations Mission in the Republic of South Sudan       | Südsudan                    | 31. Juli 2011 | 50                | 13              |
| UNIFIL             | United Nations Interim Force in Lebanon                     | Libanon                     | 20. Sep. 2006 | 300               | 247             |
| Sea Guardian       | Sea Guardian                                                | Mittelmeer                  | 9. Nov. 2016  | 550               | 9               |
| EUNAVFOR MED IRINI | Operation Irini                                             | Mittelmeer                  | 7. Mai 2020   | 300               | 13              |
| CD/CBI/NMI         | Operation Counter Daesh und Capacity Building Iraq          | Nahost ( Jordanien)/( Irak) | 4. Dez. 2015  | 500               | 308             |
| MINURSO            | United Nations Mission for the Referendum in Western Sahara | ( Westsahara)               | 30. Apr. 1991 | 4                 | 4               |
| EUNAVFOR ASPIDES   | European Union Naval Force                                  | Rotes Meer                  | 23. Feb. 2024 | 700               | 12              |
| Gesamt:            |                                                             |                             |               | 2854              | 926             |

Stabd April waren 926 Soldaten unmittelbar bei Auslandseinsätzen und ca. 1100 Soldaten bei anerkannten Missionen eingesetzt.
| UN-Mission                | Soldaten | Militärbeobachter | Polizisten |
| ------------------------- | -------- | ----------------- | ---------- |
| UNAMA ( Afghanistan)      | –        | 1                 | –          |
| UNAMID (Darfur, Sudan)    | 7        | –                 | –          |
| UNIFIL ( Libanon)         | 124      | –                 | –          |
| MINUSMA ( Mali / Senegal) | 929      | –                 | –          |
| MINURSO ( Westsahara)     | 5        | –                 | –          |
| UNMISS ( Südsudan)        | –        | 17                | –          |

Bei Auslandseinsätzen kamen seit 1992 insgesamt 116 Soldaten ums Leben, 37 Soldaten fielen durch Fremdeinwirkung, 69 kamen durch sonstige Umstände ums Leben. Insgesamt 22 Angehörige der Bundeswehr begingen in Auslandseinsätzen Suizid. (Stand: 7. Februar 2023)
Die Auslandseinsätze der Bundeswehr haben nach Angaben des Verteidigungsministeriums in einer Antwort auf eine Kleine Anfrage der Linken von 1992 bis August 2017 knapp 21 Milliarden Euro gekostet. Seit 1991 waren demnach rund 410.000 Soldaten in 52 internationalen Einsätzen. In diesem Zeitraum seien 108 Soldaten ums Leben gekommen.
Der bis heute (2022) aufwändigste und verlustreichste Auslandseinsatz der Bundeswehr fand von 2001 bis 2021 in Afghanistan statt. An dem Einsatz im Rahmen des „Krieges gegen den Terror“ waren Soldaten aus dem gesamten Bereich der Streitkräfte beteiligt. Rund 163.000 Männer und Frauen dienten in Afghanistan, meist als Soldaten, teils als Verwaltungsangehörige. 59 von ihnen kamen ums Leben, entweder im Kampfeinsatz, bei Terroranschlägen, Unfällen oder durch Suizid. Von Beginn an wurden Sinn und Zweck des Einsatzes öffentlich diskutiert. Eine überwiegende Mehrheit der Bevölkerung lehnte den inzwischen abgeschlossenen Einsatz ab. Die am Einsatz beteiligten Soldaten wünschten sich indessen mehr Anerkennung seitens der deutschen Gesellschaft.

### Einsatz im Innern
Auf der Grundlage des Art. 35 Abs. 2 und 3 sowie des Art. 87a Abs. 4 GG kann die Bundesregierung unter engen Voraussetzungen („ultima ratio“, „Staatsnotstand als besonders gefährdende Situation des inneren Notstandes“) den Einsatz der Bundeswehr bei besonders schweren Unglücksfällen, Naturkatastrophen, organisierten und militärisch bewaffneten Aufständen sowie Terrorgefahr beschließen, auch den verhältnismäßigen Einsatz ihrer militärischen Kampfmittel, nicht jedoch etwa gegen demonstrierende Menschenmengen.
Das Grundgesetz sieht den Einsatz der Bundeswehr zur Außenverteidigung der Bundesrepublik Deutschland vor. Für alle anderen Einsatzformen, also auch die Verwendung der Bundeswehr auf oder über deutschem Staatsgebiet, sind die Behörden nach Art. 87a Abs. 2 GG an grundgesetzliche Regelungen gebunden. Sind die verfassungsrechtlichen Voraussetzungen erfüllt, kann die Bundeswehr unterstützende Funktionen in Bezug auf bereits laufende polizeiliche Sicherheitsmaßnahmen übernehmen.

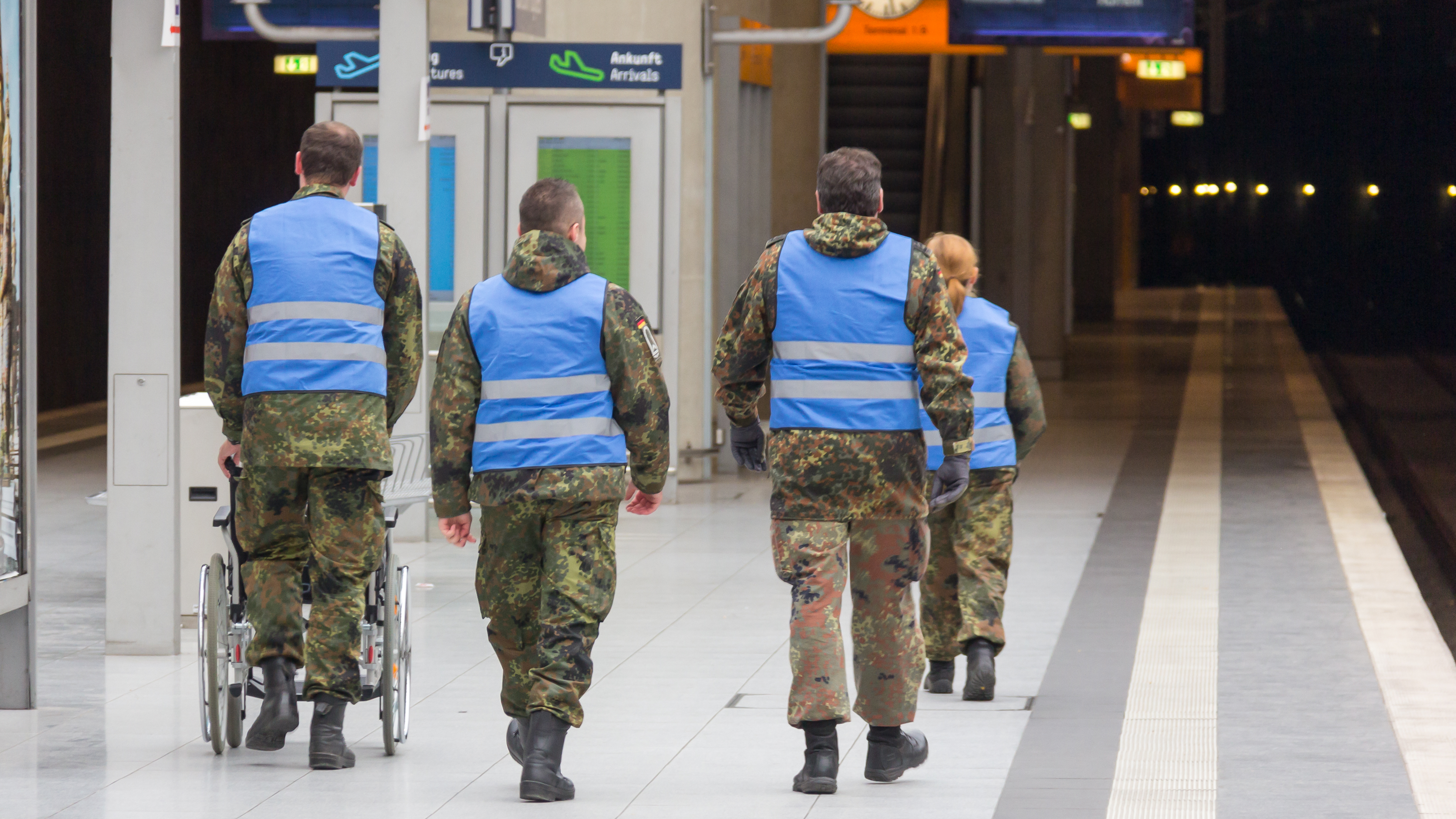
Drehscheibe Köln/Bonn Ankunftsbereich für Flüchtlinge, 5. Oktober 2015

- Im Rahmen der Amtshilfe und Organleihe (Subsidiaritätsprinzip) ist es nach Art. 35 Abs. 2 Satz 2 GG zulässig, dass ein Land „Kräfte und Einrichtungen“ der Streitkräfte „zur Hilfe bei einer Naturkatastrophe oder bei einem besonders schweren Unglücksfall“ anfordert. Dabei kann nach aktueller Rechtsprechung des Bundesverfassungsgerichts der als „Unglücksfall“ bezeichnete Begriff nach Sinn und Zweck des Bundeswehreinsatzes, nämlich dem wirksamen Katastrophenschutz, weit ausgelegt werden.[48] Diese verfassungsrechtlichen Ausnahmen zum Einsatz der Streitkräfte im Innern wurde eingeführt mit dem „Siebzehnten Gesetz zur Ergänzung des Grundgesetzes“ von 1968 (siehe Deutsche Notstandsgesetze) und dem „Einunddreißigsten Gesetz zur Änderung des Grundgesetzes“ von 1972. Art. 9 GG bestimmt, dass sich solche Maßnahmen nicht gegen (weiter qualifizierte) Arbeitskämpfe richten dürfen.
- „Dringende Eilhilfe“ darf bei Notfällen, die keine Naturkatastrophen und Unglücksfälle sind, geleistet werden, sofern sie zur Rettung von Menschenleben oder zur Vermeidung schwerer gesundheitlicher Schäden, erheblicher Beeinträchtigungen der Umwelt sowie des Verlusts von für die Allgemeinheit wertvollem Material erforderlich ist. Sie ist solange zulässig, als geeignete Hilfskräfte und geeignetes Material der zuständigen Behörden oder Hilfsorganisationen nicht ausreichend oder nicht rechtzeitig zur Verfügung stehen und die Hilfeleistung auf wenige Bundeswehrangehörige beschränkt ist. Sie kann von jedem Führer vor Ort geleistet werden.[49][50][51]
- Eine weitere Einsatzmöglichkeit der Bundeswehr im Innern ergibt sich gemäß Art. 87a Abs. 4 GG in Verbindung mit Art. 91 Abs. 2 GG aus der Gefährdung des Bestands der Bundesrepublik in dem Rahmen, wie ihn das Grundgesetz durch die Notstandsverfassung und wie ihn die Notstandsgesetze vorsehen. Dies umfasst zum einen eine Bedrohung der Existenz des Bundes oder eines Landes oder aber auch der freiheitlichen demokratischen Grundordnung. In jedem Fall müssen die Bestimmungen des Art. 91 Abs. 2 GG erfüllt sein, nach dem das bedrohte Land zur Sicherung seines Bestandes oder der freiheitlich-demokratischen Grundordnung entweder nicht fähig oder nicht willens sein darf, damit ein Streitkräfteeinsatz im Innern verfassungskonform ist.
- Am 17. August 2012 urteilte das Bundesverfassungsgericht in einer Plenarentscheidung, dass der Einsatz militärischer Mittel der Bundeswehr im Inland in „Ausnahmesituationen katastrophischen Ausmaßes“ zulässig sei. Dies dürfe nur als ultima ratio, nicht aber gegen demonstrierende Menschenmengen oder zum Abschuss entführter Passagiermaschinen geschehen (siehe auch Luftsicherheitsgesetz), beides sei weiterhin verfassungswidrig.[52][53][54][55]
- Ab Juni 2015 leistete die Bundeswehr während der Flüchtlingskrise nach Hilfsanträgen von Ländern und Kommunen ihren personalaufwändigsten und längsten Inlandseinsatz.[56]
- Während der COVID-19-Pandemie von 2020 leistete die Bundeswehr auf Anforderung von Gemeinden und Ländern erneut umfangreiche und vielfältige Unterstützungsmaßnahmen. Sie stellte dafür ein „Coronahilfe-Kontingent“ mit 15.000 Soldaten auf, zu denen noch einmal 17.000 Zivilpersonen aus dem Sanitätsbereich kamen.[57]

## Organisation und Struktur

### Führungsorganisation
Die Bundeswehr wird vom Bundesminister der Verteidigung als Inhaber der Befehls- und Kommandogewalt (IBuK) geführt. Das Bundesministerium der Verteidigung (BMVg) als Oberste Bundesbehörde unterstützt ihn bei dieser Aufgabe. Dem Minister sind zwei beamtete und zwei parlamentarische Staatssekretäre zugeordnet. Der Minister, die Staatssekretäre und der Generalinspekteur der Bundeswehr bilden gemeinsam die Leitung des Ministeriums. Der dem Ministerium nachgeordnete Bereich gliedert sich in militärische und zivile Organisationsbereiche, die jeweils den entsprechenden Abteilungsleitern des BMVg unterstehen. Das BMVg selber wird dabei nicht der Bundeswehr zugeordnet – die offizielle Bezeichnung für den gesamten, die Streitkräfte betreffenden Legislativ- sowie Exekutivanteil der Bundesrepublik Deutschland (BMVg und Bundeswehr), lautet Geschäftsbereich BMVg.
Militärische Organisationsbereiche
- Streitkräfte
  - Teilstreitkräfte
    - Heer
    - Luftwaffe
    - Marine, bis 1990 Bundesmarine, ab 1995 Deutsche Marine
    - Cyber- und Informationsraum (CIR)

  - Unterstützungsbereich

Zivile Organisationsbereiche
- Bundeswehrverwaltung, gegliedert in drei Organisationsbereiche mit den zugeordneten Bundesoberbehörden. Gemäß Art. 87b GG wird sie in bundeseigener Verwaltung mit eigenem Verwaltungsunterbau geführt. Sie dient den Aufgaben des Personalwesens, der Deckung von Ausrüstung, Infrastruktur und Dienstleistungen der Streitkräfte.
  - Organisationsbereich Personal (P) mit
    - dem Bundesamt für das Personalmanagement der Bundeswehr (BAPersBw),
    - dem Bildungszentrum der Bundeswehr (BIZBw),
    - der Hochschule des Bundes für öffentliche Verwaltung – Fachbereich Bundeswehrverwaltung
    - dem Bundessprachenamt (BSprA) und
    - den beiden Universitäten der Bundeswehr (UniBw)

  - Organisationsbereich Ausrüstung, Informationstechnik und Nutzung (AIN) mit
    - dem Bundesamt für Ausrüstung, Informationstechnik und Nutzung der Bundeswehr (BAAINBw)

  - Organisationsbereich Infrastruktur, Umweltschutz und Dienstleistungen (IUD) mit
    - dem Bundesamt für Infrastruktur, Umweltschutz und Dienstleistungen der Bundeswehr (BAIUDBw)
- Zudem sind die Bereiche Rechtspflege und Militärseelsorge Teil der Bundeswehr.
  - Militärseelsorge mit
    - dem Katholischen Militärbischofsamt
    - dem Evangelischen Kirchenamt für die Bundeswehr
    - dem Militärrabbinat

  - Rechtspflege der Bundeswehr mit
    - dem Bundeswehrdisziplinaranwalt beim Bundesverwaltungsgericht und
    - den Truppendienstgerichten Nord und Süd

Direkt unterstellte Dienststellen
Neben diesen Organisationsbereichen gibt es vier Dienststellen, die dem Bundesministerium direkt unterstellt sind:
- Bundesamt für den Militärischen Abschirmdienst (BAMAD)
- Operatives Führungskommando der Bundeswehr (OpFüKdoBw)
- Führungsakademie der Bundeswehr (FüAkBw)
- Zentrum Innere Führung (ZInFü)

Bis auf das Bundesamt für den Militärischen Abschirmdienst, welches eine zivile Bundesoberbehörde ist, gehören diese Dienststellen zu den Streitkräften.

#### Generalinspekteur

Stander des Generalinspekteurs der Bundeswehr

Der Generalinspekteur der Bundeswehr mit dem Dienstgrad General oder Admiral ist oberster militärischer Berater der Bundesregierung. Er ist Angehöriger des Bundesministeriums der Verteidigung und truppendienstlicher Vorgesetzter aller Soldaten der Streitkräfte. Er ist dem Bundesminister (im Frieden) oder dem Bundeskanzler (im Verteidigungsfall) sowie den Staatssekretären des Verteidigungsministeriums unterstellt (Primat der Politik). Der Generalinspekteur ist für die Gesamtkonzeption der militärischen Verteidigung verantwortlich. Dazu gehört neben der Bundeswehrplanung vor allem die Führung von Einsätzen, für die er dem Minister persönlich verantwortlich ist.

#### Einsatzführung
Der Bundesminister der Verteidigung ist für die Führung aller Einsätze verantwortlich, solange die Befehls- und Kommandogewalt nicht im Verteidigungsfall auf den Bundeskanzler übergegangen ist. Der Befehlsstrang für in nationaler Verantwortung verbleibende Aufgaben verläuft vom Generalinspekteur, der in Einsatzfragen durch die Abteilung Strategie und Einsatz im Bundesministerium der Verteidigung unterstützt wird, über das Einsatzführungskommando der Bundeswehr in Schwielowsee bei Potsdam zum jeweiligen Kontingentführer im Einsatzgebiet. Als operative Führungsebene plant und führt das Einsatzführungskommando grundsätzlich alle nationalen oder multinationalen Einsätze im Ausland.

### Strukturreform 2024
Am 4. April 2024 kündigte der Bundesminister der Verteidigung Boris Pistorius eine Strukturreform an, um im Rahmen der Zeitenwende „kriegstüchtig“ zu werden. Teile wurde mit dem Osnabrücker Erlass, der am 1. Mai 2024 in Kraft trat, umgesetzt. Der Cyber- und Informationsraum wurde vom militärischen Organisationsbereich zur Teilstreitkraft aufgewertet. Die Streitkräftebasis wurde unter Eingliederung des Zentralen Sanitätsdienstes der Bundeswehr zum neuen Unterstützungsbereich umgebaut. Das Einsatzführungskommando der Bundeswehr und das Territoriale Führungskommando der Bundeswehr wurden zu einem neuen Operativen Führungskommando der Bundeswehr fusioniert. Die Kräfte des Heimatschutzes wechselten vom Territorialen Führungskommando zum Heer. Das Luftfahrtamt der Bundeswehr wurde dem Kommando Luftwaffe unterstellt, das Planungsamt der Bundeswehr wurde dem neuen Unterstützungskommando der Bundeswehr unterstellt, das aus dem Kommando Streitkräftebasis hervorging.
Darüber hinaus soll die Verwaltung so strukturiert werden, dass sie bei der Einsetzung einer Wehrpflicht, sei es aufgrund des Verteidigungsfalles oder der Reaktivierung einer Wehr- oder Dienstpflicht in Friedenszeiten, diese auch in der Praxis umsetzen kann. Hierzu gehören beispielsweise die Schaffung von Wehrerfassungs- und Musterungsprozessen. Insgesamt soll die zivile Verwaltung (die Organisationsbereiche Personal, Ausrüstung, Informationstechnik und Nutzung (AIN) sowie Infrastruktur, Umweltschutz und Dienstleistungen (IUD)) enger mit den Streitkräften verzahnt werden. Auch in diesen drei zivilen Organisationsbereichen soll es laut den Reformplänen zu Strukturveränderungen kommen. Alle betroffenen Bereiche der Bundeswehr sollen innerhalb von 6 Monaten eine Feinplanung erarbeiten und diese bis April 2025 umsetzen.

### Personal
Die Zahl der bei der Bundeswehr Beschäftigten ging jahrelang zurück. Mit einer im Juni 2016 begonnenen Trendwende Personal stieg sie von Mitte 2016 (166.523 Menschen) auf über 183.100 (Juli 2025).
Die Bundeswehr zählt zu den größten Arbeitgebern und Ausbildungsbetrieben in Deutschland. Sie belegte 2019 laut dem Trend-Report des Marktforschungsunternehmens trendence Platz 3 der beliebtesten Arbeitgeber bei Schülern. Die Bundeswehr erhielt 2019 rund 120.000 militärische und zivile Bewerbungen. Rund 25.000 Menschen wurden für militärische oder zivile Verwendungen in der gesamten Bundeswehr eingestellt.

#### Zivile Personalstärke und -struktur
Zivilbeschäftigte sind in unterschiedlichen Aufgabenbereichen – auch in den Streitkräften – eingesetzt und spielen eine wesentliche Rolle in der Unterstützung der Bundeswehr, insbesondere bei Verwaltungsaufgaben. Die zivilen Anteile der Bundeswehr umfassen die Bundeswehrverwaltung mit den Organisationsbereichen
- Ausrüstung, Informationstechnologie und Nutzung (AIN)
- Infrastruktur, Umweltschutz und Dienstleistungen (IUD)
- Personal (P)

sowie die Organisationsbereiche Rechtspflege und Militärseelsorge. Bis 2012 war die Bundeswehrverwaltung in die Territoriale Wehrverwaltung und den Rüstungsbereich unterteilt.
Insgesamt sind 80.768 zivile Mitarbeiter im Bundesministerium der Verteidigung und in der Bundeswehr beschäftigt. Sie verteilen sich wie folgt:
- Bundesministerium der Verteidigung: 1.886
- Bundeswehrverwaltung (AIN, IUD und P), Rechtspflege, Militärseelsorge und weitere dem zivilen Bereich zuzurechnende Dienststellen: 55.275
- Streitkräfte und dem militärischen Bereich zuzurechnende Dienststellen: 12.517

Unter den zivilen Beschäftigten der Bundeswehr sind 31.709 Frauen (39,3 %), die in allen Bereichen der Bundeswehr tätig sind.

#### Militärische Personalstärke und -struktur
Die zahlenmäßige Stärke der Streitkräfte (Artikel 87a Absatz 1 Satz 2 Grundgesetz (GG)) ergibt sich aus dem Bundeshaushalt – Kapitel 1403 Kommandobehörden und Truppen, Sozialversicherungsbeiträge, Fürsorgemaßnahmen und Versorgung für Soldatinnen und Soldaten. Zuletzt (Haushalt 2021) waren dies:2181
| \| Status \| Stellen \| \| ---------------------------------------------------- \| ------- \| \| Planstellen für Berufs- und Zeitsoldaten \| 181.102 \| \| 00davon bei Kapitel 1412, Bundesministerium \| 1.092 \| \| 00davon bei Kapitel 1403 \| 180.010 \| \| Anzahl der Freiwilligen Wehrdienst Leistenden (FWDL) \| 12.500 \| \| Anzahl der Reservistendienst Leistenden (RDL) \| 4.500 \| \| Insgesamt \| 198.102 \| |         |
| Status | Stellen |
| Planstellen für Berufs- und Zeitsoldaten | 181.102 |
| 00davon bei Kapitel 1412, Bundesministerium | 1.092   |
| 00davon bei Kapitel 1403 | 180.010 |
| Anzahl der Freiwilligen Wehrdienst Leistenden (FWDL) | 12.500  |
| Anzahl der Reservistendienst Leistenden (RDL) | 4.500   |
| Insgesamt | 198.102 |

Der Ausgabenveranschlagung lag eine durchschnittliche Anzahl von 179.000 Berufs- und Zeitsoldaten zugrunde.
Die aktuelle Situation stellt sich wie folgt dar:
182.170 aktive Soldaten und Soldatinnen umfasst die Bundeswehr insgesamt. Sie verteilen sich wie folgt:
- Bundesministerium der Verteidigung: 1.095
- diesem unmittelbar nachgeordnete Dienststellen: 4.185
- Heer: 62.024
- Luftwaffe: 28.141
- Marine: 15.383
- Cyber- und Informationsraum (CIR): 13.831
- Unterstützungsbereich: 47.065
- Bereich Infrastruktur, Umweltschutz, Dienstleistungen: 1.011
- Bereich Ausrüstung, Informationstechnik, Nutzung: 1.915
- Bereich Personal: 7.520, davon bis zu 5.400 Studierende an den Bw-Universitäten

Die Bundeswehr umfasst aktuell 57.711 Berufs- und 112.725 Zeitsoldaten (Gesamt: 170.436) sowie 11.548 Freiwillig Wehrdienstleistende und 186 Freiwillig Wehrdienstleistende im Heimatschutz.
Zur Bundeswehr gehören 24.867 Soldatinnen. (Siehe auch Abschnitt Frauen)
Die Personalstruktur der Bundeswehr ist seit 1990 in mehreren Schritten den veränderten Anforderungen angepasst worden. Während des Kalten Krieges verfügte die Bundeswehr über eine Sollstärke von etwa 495.000 Soldaten. Dazu waren rund eine halbe Million Reservisten der Bundeswehr für die nichtaktiven Truppenteile eingeplant, die im Verteidigungsfall aufwachsen sollten. Nach der Wiedervereinigung wurde im Rahmen des Zwei-plus-Vier-Vertrags eine Obergrenze von 370.000 Soldaten für die Bundeswehr festgelegt. Diese Festlegung ist bis heute völkerrechtlich bindend. Gemäß dem Personalstrukturmodell (PSM 2010) hatte die Bundeswehr 2010 noch eine Friedensstärke von etwa 250.000 Soldaten und 75.000 zivilen Mitarbeitern. Etwa 20 % der Soldaten waren noch Wehrpflichtige, die übrigen waren Berufssoldaten und Soldaten auf Zeit.
Mit der Neuausrichtung der Bundeswehr ist seit 2011 eine neue Zielgröße (PSM 185) festgelegt worden. Danach ist ein Gesamtumfang von bis zu 185.000 Soldaten vorgesehen, der sich aus 170.000 Berufssoldaten und Soldaten auf Zeit, 2.500 Reservisten sowie aus 5.000 bis 12.500 freiwillig Wehrdienstleistenden zusammensetzt. Der Umfang der zivilen Dienstposten in den Streitkräften (also nicht in der Bundeswehrverwaltung) soll sich auf 18.700 belaufen. Im Rahmen der von Ursula von der Leyen angestoßenen sogenannten „Trendwende Personal“ soll die Anzahl der Berufssoldaten und Soldaten auf Zeit zwischen 2016 und 2021 von 170.000 auf mindestens 177.000 angehoben werden, insgesamt sollen bis 2023 etwa 14.300 zusätzliche Dienstposten geschaffen werden. Als erstes Ziel sollte im Rahmen der Trendwende zum Jahresende 2016 eine Gesamtzahl von 170.000 Berufssoldaten und Soldaten auf Zeit wieder erreicht werden, was aber mit 168.342 Berufssoldaten und Soldaten auf Zeit nicht gelang. Im November 2019 dienen jedoch bereits rund 175.000 Berufs- und Zeitsoldaten in der Bundeswehr. Einschließlich der Freiwillig Wehrdienstleistenden haben die Streitkräfte derzeit rund 182.000 Angehörige. Langfristiges Ziel ist laut Bundesamt für das Personalmanagement der Bundeswehr ein weiterer Aufwuchs der Bundeswehr auf 203.000 Soldaten im Jahr 2025.

##### Reservisten
Rund 90.000 Reservisten sind eingeplant als:
- Truppenreserve: Sie umfasst einzelne Dienstposten und Ergänzungstruppenteile, die bei Bedarf aktiviert werden. Benötigt werden Reservisten mit speziellen zivilberuflichen Qualifikationen, über die die Streitkräfte strukturell nicht in ausreichendem Umfang verfügen. Sie werden für die Einsatzbereitschaft von Ergänzungstruppenteilen und Dienststellen im Frieden und für die Herstellung der Verteidigungsbereitschaft benötigt. Hierzu gehören auch die sogenannten „gespiegelten Dienstposten“, um diese bei Abwesenheit des aktiven Soldaten besetzen zu können.
- Territoriale Reserve: Sie besteht aus den Verbindungskommandos zu den Kreisen und Bezirken in Deutschland, den Stützpunkten für die Zivil-Militärische Zusammenarbeit im Inland (ZMZ-I) sowie den neuen Regionale Sicherungs- und Unterstützungskräften. Allen Landeskommandos der einzelnen Bundesländer sind insgesamt 30 Kompanien dieser Kräfte unterstellt.
- Allgemeine Reserve: Sie umfasst alle übrigen Reservisten und steht für einen möglichen, langfristigen Aufwuchs der Bundeswehr bereit.

Auch in Auslandseinsätzen werden Reservisten – vor allem solche mit zivilen Spezialkenntnissen – eingesetzt. Dies betrifft zum Beispiel Fachärzte wie Frauen- oder Kinderärzte, die es nicht im aktiven Dienst bei der Bundeswehr gibt, deren Kenntnisse aber insbesondere bei humanitären Einsätzen gebraucht werden.

##### Veteranen
Im Jahr 2018 einigten sich das Verteidigungsministerium, der Deutsche Bundeswehrverband und der Verband der Reservisten der Deutschen Bundeswehr auf einen weit gefassten Veteranenbegriff. Danach ist jeder Soldat, der aktiven Dienst in der Bundeswehr leistet oder ehrenhaft (ohne Verlust des Dienstgrads) ausgeschieden ist, Veteran. Seitdem gibt es in Deutschland mehr als zehn Millionen Veteranen. Der Bund Deutscher EinsatzVeteranen hatte gefordert, dass Veteranen nur Soldaten sein sollen, die tatsächlich an Auslandseinsätzen der Bundeswehr teilgenommen haben. Am 15. Juni 2019 wurde erstmals das Veteranenabzeichen verliehen. Darüber hinaus wird auch ein Veteranentag gefordert. Im Januar 2024 wurde das Veteranenbüro als zentrale Ansprechstelle und Informationsbüro eingerichtet.

#### Dienstgradstruktur
Die Dienstgrade der Bundeswehr dienen der Einordnung der Soldaten in die Rangordnung der Bundeswehr. Dienstgradabzeichen dienen der Kennzeichnung des Dienstgrades. Die Dienstgradgruppen sind Generale, Stabsoffiziere, Hauptleute, Leutnante, Unteroffiziere mit Portepee, Unteroffiziere ohne Portepee und Mannschaften. Für die Bundeswehr sind 26 „Dienstgradstufen“ und 83 Dienstgradbezeichnungen definiert.
Die Anzahl der Planstellen differenzierten sich 2021 nach den Besoldungsgruppen (A 1 bis A 16; B 2 bis B 10) wie folgt:
- Generale (B 6–10): 214
- Stabsoffiziere zzgl. Stabshauptleute, Stabskapitänleutnante, Stabsarzt, Stabsapotheker, Stabsveterinäre (B 2/3, A 13–16): 15.737
- Leutnante und Hauptleute ohne Stabshauptleute, Stabskapitänleutnante und Sanitätsoffiziere (A 9–12): 23.579
- Unteroffiziere (A 5–9Z): 95.435
- Mannschaften (A 3–6Z): 46.137[76]

#### Frauen
In der Bundeswehr leisten 24.867 Frauen ihren Dienst als Soldatinnen der Bundeswehr, davon 4.836 beim Heer, 2.908 bei der Luftwaffe, 1.744 bei der Marine, 1.436 bei CIR, 11.558 im Unterstützungsbereich und 2.385 im Ministerium und in anderen Bereichen. Der Frauenanteil an allen Soldaten beläuft sich damit auf 13,7 %. In den nächsten Jahren erwartet die Bundeswehr nach Bundeswehrplanungen im Truppendienst einen Frauenanteil von 15 %, im Sanitätsdienst von 50 %, was bei den Einstellungsjahrgängen bereits erreicht wurde.
Die Anteile von Frauen in den Teilstreitkräften/Organisationsbereichen sind wie folgt  (Mai 2025):
- Heer: 7,8 %
- Luftwaffe: 10,3 %
- Marine: 11,3 %
- Unterstützungsbereich 24,6 %
- Cyber- und Informationsraum: 10,4 %

Die Öffnung der Bundeswehr für Frauen zum freiwilligen Dienst als Berufssoldatin oder Soldatin auf Zeit in allen Bereichen der Streitkräfte fand im Jahr 2001 nach der sogenannten Kreil-Entscheidung des Europäischen Gerichtshofs statt. Bereits 1975 war die Bundeswehr für Frauen geöffnet worden, jedoch zunächst beschränkt auf den Sanitäts- und Militärmusikdienst. Als approbierte Ärztinnen, Zahn- und Tierärztinnen oder Apothekerinnen konnten Frauen seitdem ihre Arbeit im Sanitätsdienst aufnehmen. Die ersten Sanitätsoffiziersanwärterinnen gab es im Jahr 1989, die Öffnung der Laufbahngruppen der Unteroffiziere und Mannschaften im Sanitäts- und Militärmusikdienst für Frauen erfolgte 1991. Bereits vor wenigen Jahren schlossen die ersten Pilotinnen, die Transportflugzeuge vom Typ Transall steuern, und die erste Kampfpilotin ihre Ausbildung bei der Bundeswehr ab. Soldatinnen nehmen an allen Auslandseinsätzen der Bundeswehr in unterschiedlichsten Aufgabengebieten teil.
Für Soldatinnen gelten die gleichen körperlichen Mindestleistungsanforderungen wie für Männer beim Basis-Fitness-Test, der bei der Einstellung und später jährlich absolviert werden muss. Sie erhalten allerdings einen Geschlechtszuschlag beim Sprinttest und 1000-Meter-Lauf von 15 % und beim Klimmhang von 40 % auf die erbrachte Leistung. Ist die Mindestleistung unterschritten, wird der Test als nicht bestanden gewertet.

#### Homosexualität

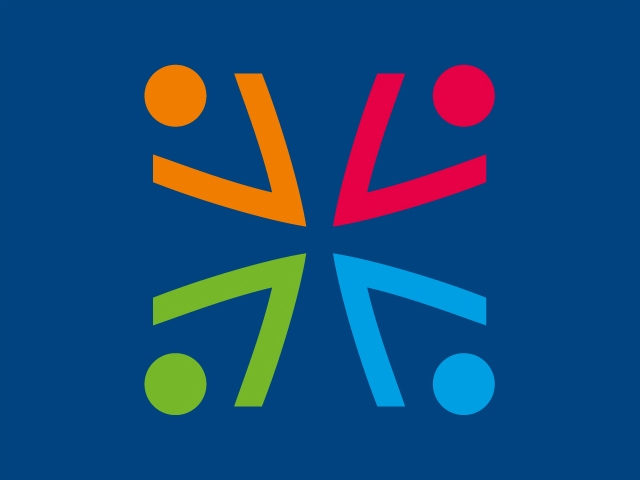
Logos des Stabselements Chancengerechtigkeit, Vielfalt und Inklusion der Bundeswehr

Homosexuelle Soldaten sind rechtlich gleichgestellt. Das Soldatinnen- und Soldaten-Gleichbehandlungsgesetz (SoldGG) zielt darauf ab, Benachteiligungen unter anderem aus Gründen der sexuellen Identität für den Dienst als Soldat zu verhindern oder zu beseitigen.

#### Transgender
Auf der Grundlage des Transsexuellengesetzes vom 10. September 1980 ist der Wechsel des Geschlechtes in der Bundeswehr möglich und Praxis. Ein Fall, der große mediale Beachtung fand, ist der von Oberstleutnant (Luftwaffe) Anastasia Biefang.

#### Personen mit Migrationshintergrund
Über die genaue Anzahl der Soldaten mit migrantischer Familiengeschichte gibt es unterschiedliche Angaben. Diese liegen zwischen 13 % und 26 %. Der Großteil der Soldaten mit Migrationshintergrund stammt aus russlanddeutschen Familien.

#### Charta der Vielfalt
Im Februar 2012 unterzeichnete die Bundeswehr die Charta der Vielfalt. Im April 2015 wurde im Geschäftsbereich Bundesministerium der Verteidigung (BMVg) das Stabselement „Chancengerechtigkeit“ eingerichtet und mit Wirkung zum 1. Mai 2016 auf „Chancengerechtigkeit, Vielfalt und Inklusion“ erweitert.

#### Minderjährige
Nach der Aussetzung der Allgemeinen Wehrpflicht im Jahr 2011 ist die Bundeswehr eine Freiwilligenarmee und stellt auch 17-jährige Bewerber mit Zustimmung der gesetzlichen Vertreter als freiwillige Soldaten ein.
| 2011 | 2012 | 2013 | 2014 | 2015 | 2016 | 2017 | 2018 | 2019 | 2020 | 2021 | 2022 | 2023 | 2024 |
| ---- | ---- | ---- | ---- | ---- | ---- | ---- | ---- | ---- | ---- | ---- | ---- | ---- | ---- |
| 689  | 1202 | 1152 | 1463 | 1515 | 1907 | 2126 | 1679 | 1706 | 1148 | 1239 | 1773 | 1996 | 2203 |

### Stationierung
Die Kasernen und sonstige Liegenschaften der Bundeswehr liegen im Bundesgebiet sowie im Ausland. Seit dem Ende des Kalten Krieges und der damit verbundenen Reduzierung der Bundeswehr wurden zahlreiche Standorte geschlossen. Weitere Schließungen und Verlegungen von Truppenteilen und Dienststellen erfolgten mit dem Stationierungskonzept 2011.
Aufgrund der wieder stärkeren Konzentration auf die Landes- und Bündnisverteidigung infolge der Annexion der Krim 2014 wurden einige der im Konzept von 2011 geplanten Schließungen im Rahmen der Trendwenden Personal und Material wieder zurückgenommen.
Demnach hat die Bundeswehr künftig 271 Standorte (Kleinstandorte unter 15 Dienstposten nicht mitgezählt). Sie verfügt (Stand: November 2019) über 1.457 Liegenschaften mit über 33.000 Gebäuden auf einer Gesamtfläche von 263.000 Hektar – mehr als das Gebiet des kleinsten Flächenbundeslandes Saarland.

### Medien

Logo des Y-Magazins

Die Bundeswehr verfügt über einen eigenen Fernseh- und Radiosender. Das Zentrum Operative Kommunikation (ZOpKomBw) in Mayen betreibt dabei sowohl den Fernsehsender Bundeswehr TV als auch den Radiosender Radio Andernach. Beide Sender richten sich ausschließlich an Soldaten und zivile Angestellte der Bundeswehr. Die Bundeswehr unterhält zudem zwei YouTube-Kanäle. Auf einem werden regelmäßig Einblicke in die Arbeit der Bundeswehr sowie Gerät und Einsätze hochgeladen, bei dem zweiten Kanal „Bundeswehr Exclusive“ handelt es sich um den offiziellen Serienkanal, auf dem Einblicke in die Bundeswehr im Serienformat angeboten werden.
Darüber hinaus erscheinen in der Bundeswehr auch diverse Printmedien, u. a. die offizielle und vom Bundesministerium der Verteidigung herausgegebene „aktuell“ als Wochenzeitung für die Bundeswehr und das Magazin „Y“. Außerdem gibt es die Zeitschriften „if – Zeitschrift für Innere Führung“ und „Militärgeschichte – Zeitschrift für historische Bildung“. Die Bundeswehr präsentiert sich auch mit eigenen Facebook-Auftritt, so wie einer Vielzahl an Profilen auf Instagram und Twitter, wobei einzelne Organisationsbereiche eigene Auftritte pflegen. Daneben bestehen Benutzerkonten bei Flickr, Xing und LinkedIn.
Unabhängig vom Bundesministerium für Verteidigung gibt der Deutsche Bundeswehrverband e. V. unter Vorsitz von Oberst André Wüstner ebenfalls ein eigenes Magazin heraus, und zwar „Die Bundeswehr“.

## Einbindung in den Staat
Bei der Gründung der Bundeswehr wurde darauf geachtet, dass die neuen Streitkräfte weder eine gesellschaftlich und politisch dominierende Stellung wie im Kaiserreich erlangen könnten, noch wie die mit einer eigenen Jurisdiktion ausgestattete und unmittelbar dem Reichspräsidenten unterstellte Reichswehr einen Staat im Staate bilden könnten: Dazu wurde eine Anzahl von Instrumenten zur politischen und gesellschaftlichen Kontrolle der Streitkräfte geschaffen. Besonderer Wert wurde auf das „innere Gefüge“ gelegt, das sich an den neuen Prinzipien der „Inneren Führung“ orientieren sollte. Auch der Rechtsstatus der Soldaten wurde entsprechend der Werteordnung des demokratischen Rechtsstaats neu definiert.

### Parlamentarische Kontrolle

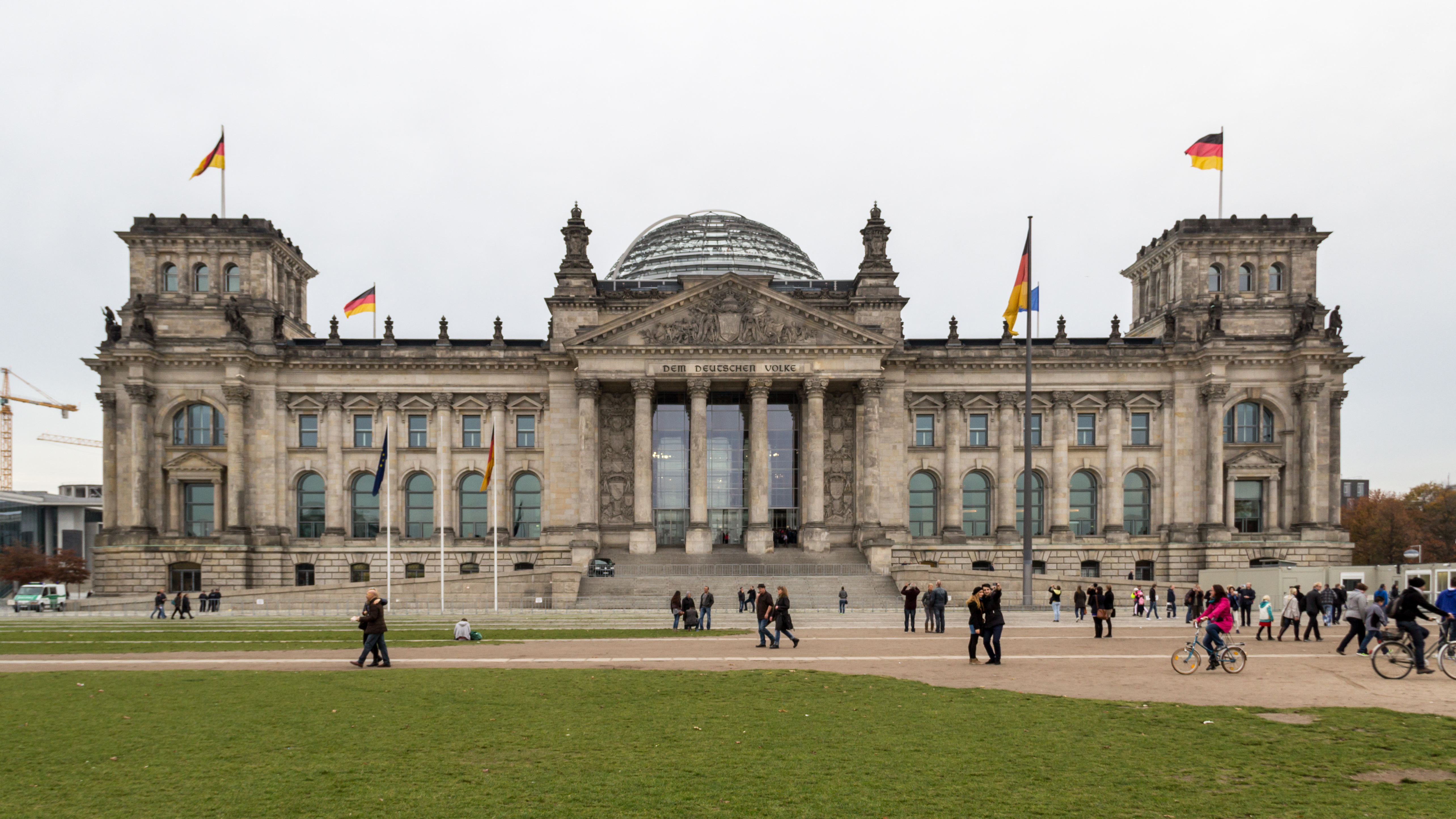
Die Bundeswehr unterliegt der Kontrolle durch das Deutsche Parlament.

Der Bundesminister der Verteidigung, ein ziviler Angehöriger der vom Deutschen Bundestag getragenen Bundesregierung, hat nach Art. 65a Abs. 1 GG die Befehls- und Kommandogewalt über die Streitkräfte der Bundesrepublik Deutschland. Er steht an der Spitze des Ministeriums und führt gemäß Ressortprinzip (Art. 65, Satz 2 GG) seinen Geschäftsbereich selbstständig und in eigener Verantwortung und besitzt damit Weisungsbefugnis gegenüber allen Soldaten und Zivilisten der Bundeswehr. Dadurch wird das „Primat der Politik“, das heißt der Vorrang der Politik gegenüber dem Militär, sichergestellt.
Nach Art. 80a Abs. 1 GG und Art. 115a Abs. 1 GG des Grundgesetzes entscheiden parlamentarische Gremien über den Eintritt des Spannungs- und Verteidigungsfalls.
Die Bundeswehr ist Teil der Exekutive. Zur umfassenden Kontrolle dieser bewaffneten Institution hat der Bundestag besondere bedeutende Rechte. Es gilt der Parlamentsvorbehalt; die Bundesregierung hat für den Einsatz bewaffneter Streitkräfte die Zustimmung des Bundestags einzuholen, und zwar vor deren Einsatz, sofern nicht eine Gefahr im Verzug ein sofortiges Eingreifen verlangt. Seine Beteiligung an der Frage des Einsatzes der Bundeswehr hat der Bundestag im Parlamentsbeteiligungsgesetz geregelt. Somit gilt die Bundeswehr als Parlamentsarmee. Das Parlament verfügt über Kontrollinstrumente mit gegenüber der Bundeswehr erheblich weiter gehenden Rechten, als es sie für andere Bereiche der Exekutive wie etwa der Bundespolizei, der Finanzverwaltung oder den Botschaften gibt. Es handelt sich dabei um die besonderen Rechte des Verteidigungsausschusses als Untersuchungsausschuss, um den Wehrbeauftragten des Deutschen Bundestages, um die Sonderregelungen im Haushaltsrecht und die uneingeschränkten Zugangsrechte der MdB zu den Liegenschaften.

#### Der Verteidigungsausschuss
Während nur der Bundestag in allen anderen Angelegenheiten einen Untersuchungsausschuss einsetzen kann (Art. 44 GG), kann sich der Verteidigungsausschuss selbst zum Untersuchungsausschuss erklären (Art. 45a GG). Das erlaubt es dem Ausschuss, jeden bundeswehrinternen Sachverhalt durch einen Untersuchungsausschuss, also ähnlich einer staatsanwaltlichen Ermittlung, zu überprüfen. Da das Bundestagsplenum nicht eingeschaltet werden muss, kann der U-Ausschuss die Bundeswehr leichter kontrollieren, ohne eine notwendige Geheimhaltung zu gefährden.

#### Wehrbeauftragter des Deutschen Bundestages

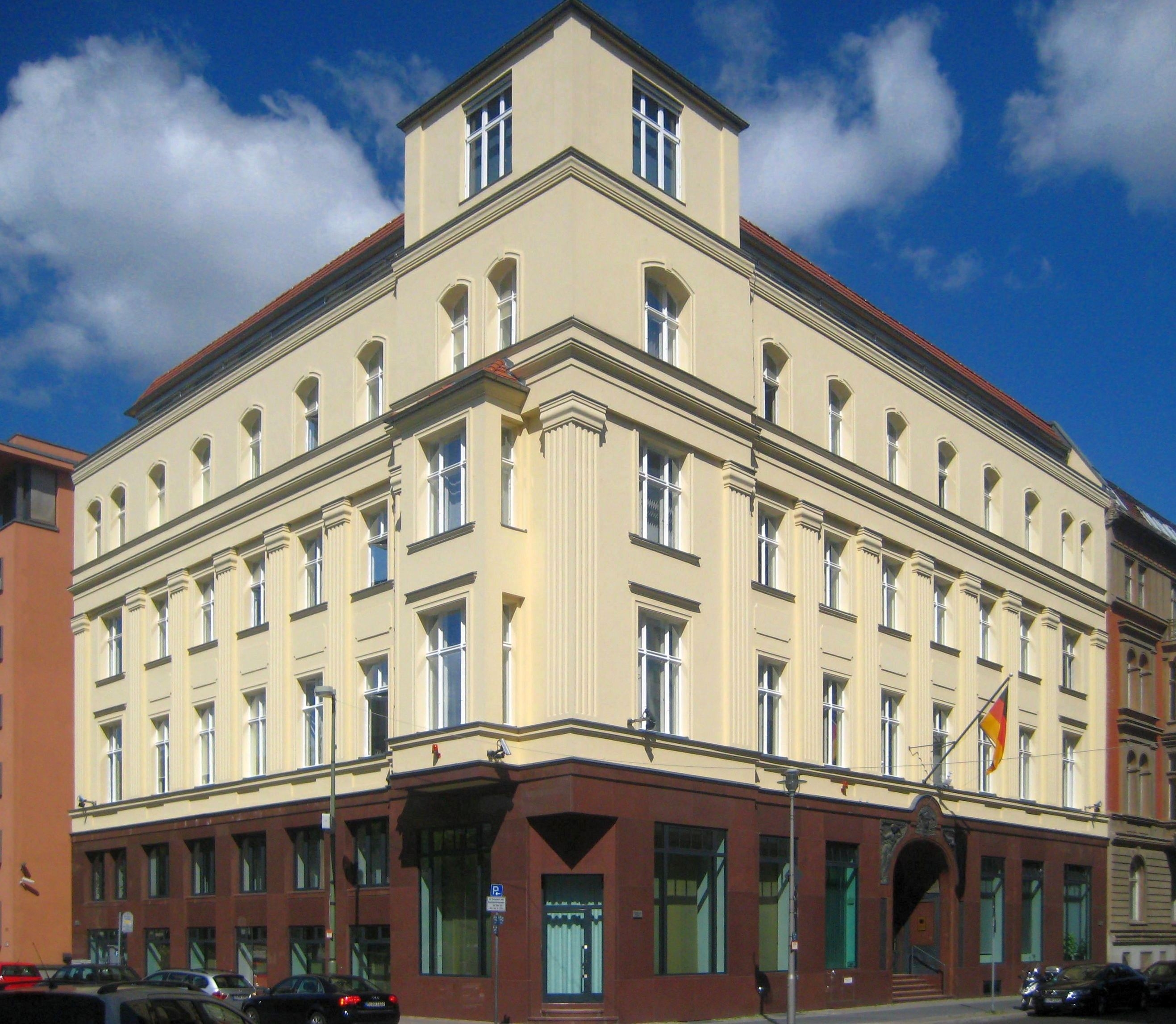
Der Dienstsitz des Wehrbeauftragten des Deutschen Bundestages in Berlin-Mitte.

Art. 45b GG bestimmt, dass zum Schutze der Grundrechte und als Hilfsorgan des Bundestages bei der Ausübung der parlamentarischen Kontrolle ein Wehrbeauftragter des Deutschen Bundestages berufen wird. Der Wehrbeauftragte ist also ein Organ des Bundestages, nicht der Bundeswehr oder der Bundesregierung. Er untersucht mögliche Verletzungen der Grundrechte der Soldaten und Verstöße gegen die Grundsätze der Inneren Führung und berichtet dem Bundestag. Außerdem ist er Petitionsinstanz für alle Soldaten, die sich ohne Einhaltung des Dienstweges unmittelbar, auch unter Schutz ihrer Identität, an ihn wenden dürfen.

#### Sonderregelungen im Haushaltsrecht
Art. 87a Abs. 1 GG bestimmt: „Der Bund stellt Streitkräfte zur Verteidigung auf. Ihre zahlenmäßige Stärke und die Grundzüge ihrer Organisation müssen sich aus dem Haushaltsplan ergeben.“ Gesamtstärke und Organisation der Streitkräfte müssen somit jedes Jahr vom Bundestag (Legislative) im Haushaltsgesetz festgestellt d. h. genehmigt werden. Dies dient der besseren Transparenz von Veränderungen in der Struktur der Streitkräfte. Eine solche Regelung gibt es für keinen anderen Bereich der Exekutive.
Alle Beschaffungsaufträge des Verteidigungsministeriums mit einem Wert über 25 Mio. Euro müssen, zusätzlich zur Veranschlagung und Bewilligung im Haushalt und zur Beratung im Verteidigungsausschuss, vor dem Vertragsabschluss gesondert durch den Haushaltsausschuss freigegeben werden. Diese sogenannte „25-Millionen-Euro-Vorlage“, ehemals „50-Millionen-DM-Vorlage“, führte der Haushaltsausschuss 1981 per Grundsatzbeschluss ein. Abgesehen von der Umstellung auf Euro wurde die Höhe der Summe seitdem nicht angepasst. Das Verfahren führt häufig zu Verzögerungen bei Beschaffungen.

### Innere Führung
Innere Führung wird die komplexe Führungskonzeption der Bundeswehr genannt, die sich an dem Leitbild des Staatsbürgers in Uniform orientiert. Das bedeutet, dass die Grundrechte des Soldaten nur so weit eingeschränkt werden dürfen, wie es der militärische Auftrag erfordert. So wird z. B. das Grundrecht auf freie Meinungsäußerung nur teilweise durch das Prinzip von Befehl und Gehorsam eingeschränkt (siehe: Vorgesetztenverordnung). Insbesondere besitzen die Bundeswehrsoldaten im Gegensatz zu den Soldaten der Reichswehr, der Wehrmacht und Soldaten vieler anderer Länder das aktive und das passive Wahlrecht, das Recht auf Parteimitgliedschaft sowie das Recht auf gewerkschaftliche Organisation. So können sie in allen Bereichen der Gesellschaft und auf allen Ebenen, auch in Landtagen und im Bundestag, politisch mitwirken.
Die Innere Führung soll so die Integration der Bundeswehr in die Gesellschaft gewährleisten. Sie wurde unter anderem durch den späteren General Graf Baudissin entwickelt und markiert einen bedeutenden Unterschied zu allen früheren deutschen Armeen. Zuständig für die Lehre, Kommunikation nach außen und die Weiterentwicklung ist das Zentrum Innere Führung.

### Rechtsstatus der Soldaten
Soldaten genießen als Staatsbürger in Uniform grundsätzlich die gleichen Rechte wie andere Bürger. Art. 17a Abs. 1 GG regelt, in welchem Maße Soldaten Einschränkungen ihrer Grundrechte hinnehmen müssen. Die Dienstpflichten der deutschen Staatsbürger sind in Art. 12a GG festgelegt, der die rechtliche Grundlage für die Wehrpflicht bildet. Sie stehen in einem öffentlich-rechtlichen Wehrdienstverhältnis, das auf die Sicherung der ständigen Verteidigungsbereitschaft gegen Angriffe von außen gerichtet ist. Die Dienstpflichten der Soldaten ergeben sich aus dem Soldatengesetz, das Recht auf Religionsausübung wird garantiert.
Die Wehrbeschwerdeordnung erlaubt es jedem Soldaten, sich in dienstlichen, disziplinaren und verwaltungsrechtlichen Fragen auf dem Dienstweg zu beschweren, ohne dass ihm daraus Nachteile erwachsen dürfen. Das Beschwerdeverfahren eröffnet dem Soldaten den Rechtsweg.
Die Ahndung von Dienstvergehen ist in der Wehrdisziplinarordnung geregelt. Sie bestimmt die Maßnahmen, die Disziplinarvorgesetzte und Truppendienstgerichte gegen solche Soldaten verhängen dürfen, die ihre Pflichten aus dem Soldatengesetz verletzt haben. Rechtlich betrachtet sind diese Maßnahmen keine Strafen, sondern dienstrechtliche Sanktionen, die auch nicht als Vorstrafe registriert werden. Die schwerste, nur durch ein Truppendienstgericht zu verhängende Maßnahme ist die Entfernung aus dem Dienstverhältnis. Die Truppendienstgerichte bestehen aus zivilen Berufsrichtern, die jedoch dem Geschäftsbereich des Bundesministeriums der Verteidigung angehören, und militärischen Beisitzern. Zweite und letzte Instanz der militärischen Disziplinargerichtsbarkeit ist der 2. Wehrdienstsenat des Bundesverwaltungsgerichts.
Das Wehrstrafgesetz legt die Tatbestände fest, die als Wehrstraftat geahndet werden. Wehrstraftaten, die an die Staatsanwaltschaft abzugeben sind, sind mit Erlass geregelt. Dazu gehören unter anderem die Fahnenflucht und der Ungehorsam. Das Gesetz gilt grundsätzlich nur für Soldaten der Bundeswehr und wird durch die ordentliche Gerichtsbarkeit angewandt.
Wehrstrafgerichte für die Streitkräfte dürfen nach Art. 96 Abs. 2 GG errichtet werden. Sie können die Strafgerichtsbarkeit nur im Verteidigungsfall sowie über Angehörige der Streitkräfte ausüben, die in das Ausland entsandt oder an Bord von Kriegsschiffen eingeschifft sind. Das Nähere regelt ein Bundesgesetz. Diese Gerichte gehören zum Geschäftsbereich des Bundesministers der Justiz. Ihre hauptamtlichen Richter müssen die Befähigung zum Richteramt haben. Bislang sind Wehrstrafgerichte nicht errichtet und ein das Nähere regelnde Bundesgesetz nicht erlassen worden.
Seit 1. Januar 2016 gilt auch für die Bundeswehr die EU-Arbeitszeitrichtlinie in Verbindung mit der Soldatenarbeitszeitverordnung (SAZV) und wurde mit einer Anpassung im Soldatengesetz umgesetzt. Danach gilt für den Grundbetrieb der Bundeswehr eine regelmäßige wöchentliche Arbeitszeit von 41 Stunden ohne Pausen. Für Tagesfahrten seegehender Einheiten der Marine, Langstreckenflügen von Flugzeugbesatzungen, bei Wach-, Sonder- und Ordnungsdiensten und Teilen der Allgemeinen Grundausbildung sind allerdings Abweichungen für Ruhepausen, wöchentlichen Ruhezeiten und der Nachtarbeit möglich.

### Militärseelsorge
Die weisungsunabhängige Militärseelsorge ist zuständig für die aktiven Soldaten mit ihren Familienangehörigen. Sie bietet diesen eine grundsätzliche Ansprechbarkeit und hat darüber hinaus Zugang zu allen Bundeswehrangehörigen. Ähnlich dem Wehrbeauftragten erhält sie u. a. so Wissen über Zustand und Entwicklung (in) der Bundeswehr. Rechtlich basiert sie im Bereich der evangelischen Seelsorge auf dem Militärseelsorgevertrag von 1957, der katholischen Seelsorge auf dem Reichskonkordat von 1933 und der jüdischen Militärseelsorge auf einem Staatsvertrag mit dem Zentralrat der Juden in Deutschland von 2019.

### Hinterbliebenenversorgung
In den letzten Jahren wurden die im Falle von Tod oder Dienstbeschädigungen von Bundeswehrangehörigen im Einsatz anzuwendenden Vorschriften deutlich zum Vorteil der Betroffenen und ihrer Familien geändert. Den Hinterbliebenen eines bei einem Einsatzunfall ums Leben gekommenen Soldaten auf Zeit stehen Übergangsbeihilfe, Sterbegeld, Leistungen aus der Beschädigtenversorgung, Ausgleichszahlungen, eine Entschädigung in Höhe von 60.000 Euro sowie eine Hinterbliebenenrente aus der gesetzlichen Rentenversicherung zu. Es zählen dabei alle Unfälle im Einsatz, aber auch Erkrankungen, die auf die besonderen Verhältnisse im Einsatzland zurückzuführen sind.
Die finanzielle Versorgung der Witwe oder des Witwers eines bei einem Einsatzunfall ums Leben gekommenen Berufssoldaten beträgt 60 % (Waisen 30 %) des erhöhten Unfallruhegehaltes. Zugrunde gelegt werden dabei eine Besoldungsgruppe, die zwei Stufen über der des Verstorbenen liegt, und ein pauschaler Ruhegehaltssatz von 80 % der ruhegehaltfähigen Dienstbezüge.

### Dienstunfähigkeit
Das Gesetz zur Regelung der Weiterverwendung nach Einsatzunfällen (Einsatz-Weiterverwendungsgesetz, EinsatzWVG) garantiert ein Anrecht auf Weiterbeschäftigung von Soldaten und Zivilisten, die während eines Auslandseinsatzes der Bundeswehr schwer verwundet wurden.
Falls ein Soldat auf Zeit dienstunfähig entlassen wird, setzt sich seine finanzielle Absicherung aus Beschädigten- und Dienstzeitversorgung, einer Ausgleichszahlung und einer Rente der Deutschen Rentenversicherung zusammen. Hinzu kommt die Entschädigung von 80.000 Euro. Berufssoldaten erhalten bei Dienstunfähigkeit aufgrund eines Einsatzunfalls neben der einmaligen Entschädigung ein erhöhtes Unfallruhegehalt. Dies beläuft sich auf 80 % der jeweils ruhegehaltfähigen Dienstbezüge aus der übernächsten Besoldungsgruppe beziehungsweise einer gesetzlich festgelegten Mindestbesoldungsgruppe.

### Strahlenopfer durch Radaranlagen
Seit etwa dem Jahr 2000 war die Bundeswehr mit mehreren tausend Anträgen ehemaliger Soldaten und Zivilangestellten konfrontiert, die Gesundheitsschäden durch militärische Radaranlagen erlitten haben. Sie waren von den 1950er bis 1980er Jahren der Röntgenstrahlung von Radargeräten ausgesetzt, viele erkrankten dadurch an Krebs. Im Jahr 2003 gab eine Expertenkommission (Radarkommission) Empfehlungen für die Entschädigung, die auch ehemalige NVA-Soldaten betrifft. Viele Betroffene beklagen, dass die Bundeswehr eine Hinhaltetaktik betreibe.

### Extremismusbekämpfung
Der Wehrpflichtige Uwe Mundlos erhielt 1994/95 trotz Intervention des Militärischen Abschirmdienstes (MAD) und offenkundig rechtsextremer Gesinnung keinen Eintrag in seine Personalakte und wurde befördert, zu seiner Entlassung erhielt er ein ordentliches Zeugnis. Er wurde Rechtsterrorist und einer der Mitbegründer der rechts-terroristischen Vereinigung „Nationalsozialistischer Untergrund“ (NSU).
Nach einem Kabinettsbeschluss vom August 2016 sollen Bewerber für den Dienst in der Bundeswehr ab Juli 2017 bereits vor ihrer Einstellung vom MAD auf ihre Extremismusgefährdung überprüft werden. Von 2007 bis April 2016 hatte die Bundeswehr 22 aktive Soldaten als „Islamisten“ eingestuft; 17 wurden entlassen, die restlichen fünf waren bereits aus dem Dienst ausgeschieden; nach Angaben des Bundesverteidigungsministeriums wurden zwischen 2012 und 2016 18 Soldaten aufgrund rechtsextremistischen Verhaltens entlassen. Zum Zeitpunkt der Gesetzesänderung verfolgte der MAD laut BMVg über 300 Verdachtsfälle: 268 mutmaßliche Rechtsextremisten, 64 mögliche Islamisten und sechs mutmaßliche Linksextremisten.
Im Frühjahr 2017 wurden nach Angaben der Bundesregierung 275 Verdachtsfälle rechtsextremer Vergehen in der Bundeswehr geprüft.
Nach dem Fund einer auf einer Toilette im Flughafen Wien versteckten Pistole wurde der deutsche Oberleutnant Franco A. von den österreichischen Behörden am 3. Februar 2017 vorübergehend festgenommen. Der Fall Franco A. löste Terrorermittlungen gegen Bundeswehrsoldaten aus. Franco A hatte 2014 nach einem Offizierslehrgang bei der Bundeswehr eine – als von völkischem Gedankengut geprägt und „rassistisch“ beurteilte, von den entsprechenden französischen Professoren als extremistisch und unvereinbar mit der freiheitlich-demokratischen Grundordnung eingestufte und vom zuständigen französischen General Antoine Windeck abgelehnte – Masterarbeit mit dem Titel Politischer Wandel und Subversionsstrategie abgegeben; mit einer neuen Arbeit erlangte er den Studienabschluss. Nach Überprüfung und Abgleich von Daten des beim Jägerbataillon 291 der deutsch-französischen Brigade in Illkirch bei Straßburg Stationierten stellte sich heraus, dass er sich Ende 2015 unter einer anderen Identität in Bayern als syrischer Flüchtling registrieren hatte lassen, daraufhin wurden er sowie ein Komplize am 26. April 2017 unter Terrorverdacht festgenommen. Unter anderem wurde eine Liste mit möglichen Anschlagsopfern bei ihm gefunden, darunter Bundesjustizminister Heiko Maas und die Linken-Politikerin und Bundestagsabgeordnete (MdB) Anne Helm. Bundesverteidigungsministerin Ursula von der Leyen kritisierte angesichts versagt habender Kontroll- und Aufsichtsmechanismen „falsch verstandenen Korpsgeist“ und sagte ferner: „Die Bundeswehr hat ein Haltungsproblem, und sie hat offensichtlich eine Führungsschwäche auf verschiedenen Ebenen.“ Nach dem Auffinden von Wehrmachts-Devotionalien auch in der Fürstenberg-Kaserne in Donaueschingen ordnete am 7. Mai 2017 der Generalinspekteur der Bundeswehr Volker Wieker die entsprechende Untersuchung aller Bundeswehrkasernen mit einem Bericht bis Mitte Mai an.

## Äußere Kennzeichen

Hoheitszeichen der Bundeswehr

Truppenfahne der Bundeswehr

### Symbole
Das Hoheitszeichen der Bundeswehr ist das Eiserne Kreuz, das als militärisches Erkennungszeichen der Bundeswehr geführt wird, insbesondere an Luft- und gepanzerten Rad- und Kettenfahrzeugen. Die zivilen Fahrzeuge der BwFuhrparkService GmbH führen auf den Vordertüren hingegen das Logo der Bundeswehr in Blau/Grau und den Schriftzug „Bundeswehr“.
Nachdem die Bundeswehr bei ihrer Gründung zunächst auf ein solches Kennzeichen verzichtet hatte, stiftete Bundespräsident Heinrich Lübke allen „Bataillonen und entsprechenden Verbänden“ Truppenfahnen als „äußeres Zeichen gemeinsamer Pflichterfüllung für Volk und Staat“. Sie sind einheitlich in Schwarz-Rot-Gold, mit einer Fransenborte und mit dem Bundesadler in der für staatliche Zwecke reservierten Fassung des Bundesschildes gestaltet.
An ihren Dienstgebäuden hisst die Bundeswehr die Dienstflagge der Bundesbehörden. Auf Kriegsschiffen wird die Dienstflagge der Seestreitkräfte geführt, während die zivil besetzten Hilfsschiffe der Bundeswehr die Bundesdienstflagge führen. Vorgesetzte in Kommandofunktionen führen bestimmte Kommandozeichen wie etwa den Stander des Generalinspekteurs, Kommandoflaggen, -stander und -wimpel. Sämtliche Fahrzeuge der Bundeswehr tragen auf dem Kfz-Kennzeichen anstatt des Kürzels der entsprechenden Stadt den Buchstaben „Y“. Für dieses Kürzel hatte sich Brigadegeneral Kurt Vogel entschieden, da naheliegende Buchstabenkombinationen wie „BW“ sowie alle Einzelbuchstaben bis auf „X“ und „Y“ bereits vergeben waren.

### Zeremoniell

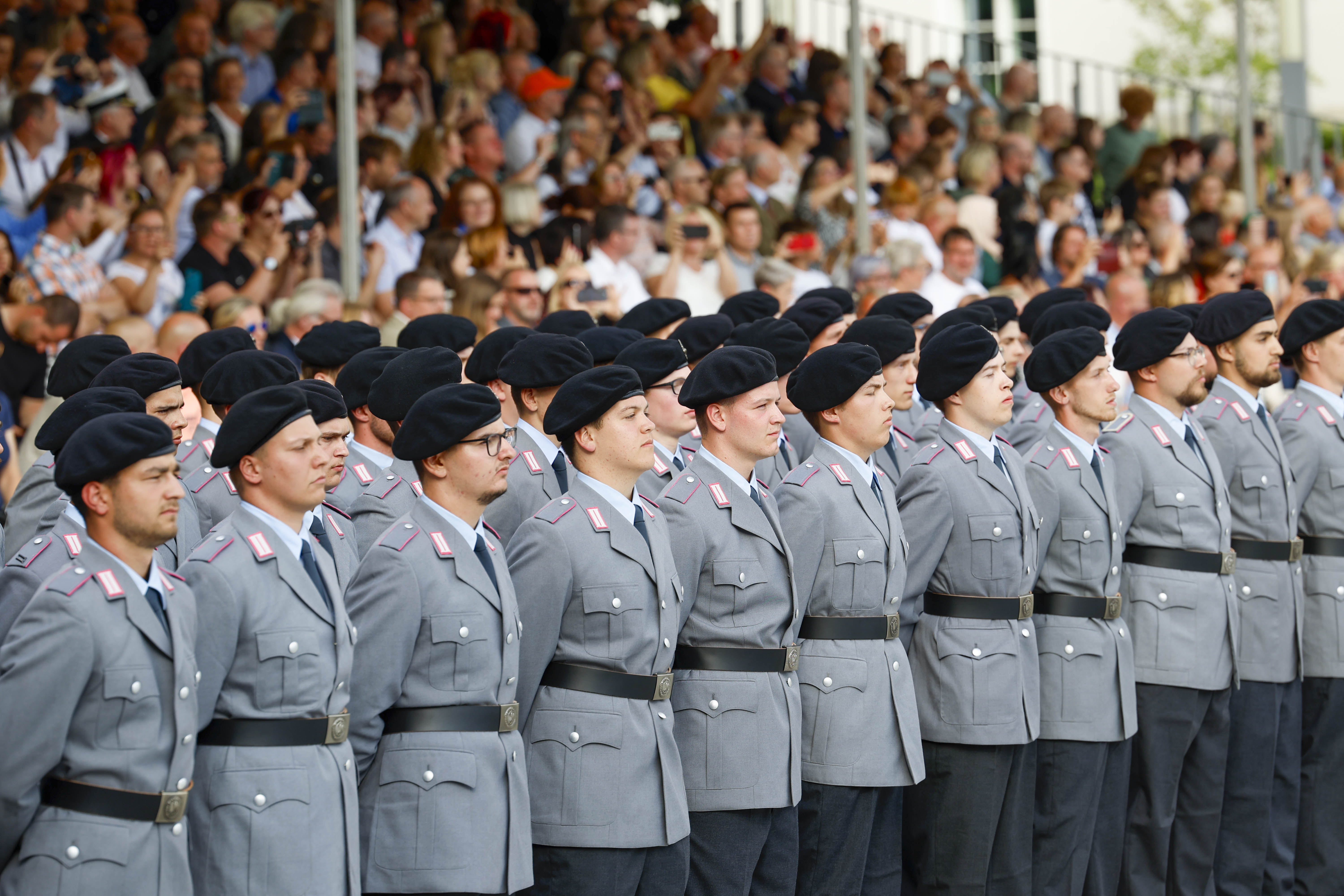
Feierliches Gelöbnis zum 20. Juli (2023)

Das höchste militärische Zeremoniell der Bundeswehr ist der Große Zapfenstreich, der nur zu besonderen Anlässen abgehalten wird. Seine heutige Form geht auf die Befreiungskriege 1813–1815 und den Militärmusiker Wilhelm Wieprecht zurück. Daneben gibt es die Feierlichen Gelöbnisse, in denen Rekruten im feierlichen Rahmen ihr Gelöbnis bzw. ihren Diensteid ablegen. Diese finden deutschlandweit regelmäßig in der Öffentlichkeit statt, wobei das jährlich am Gedenktag des Attentats vom 20. Juli 1944 in Berlin durchgeführte Gelöbnis besonders große Beachtung findet.
Im Unterschied zu anderen Streitkräften zeigt sich die Bundeswehr – insbesondere seit Ende des Kalten Krieges – sehr zurückhaltend mit traditionellen militärischen Formen und Feiern in der Öffentlichkeit: Paraden in größerer Form wurden allgemein nur sehr selten, nur vor 1990 und oft zusammen mit Verbündeten der NATO durchgeführt, etwa zur Verabschiedung des ersten Bundeskanzlers Konrad Adenauer 1963 oder 1972 zusammen mit anderen NATO-Staaten zur Verabschiedung von Ulrich de Maizière. Diese Veranstaltungen fanden jedoch stets außerhalb des öffentlichen Raumes (etwa auf Truppenübungsplätzen) statt. Kleinere Vorbeimärsche zu besonderen Anlässen sind in bestimmten Regionen und Ortschaften jedoch durchaus Teil einer gewachsenen Tradition. Nur zu besonderen Anlässen (v. a. Staatsbesuchen) ziehen Ehrenposten oder Ehrenformationen vor der Neuen Wache, der zentralen Gedenkstätte der Bundesrepublik Deutschland sowie dem Schloss Bellevue und dem Bundeskanzleramt auf. Vorbeimärsche von Ehrenformationen erfolgen im Gleichschritt, nicht im bis 1945 verwendeten Paradeschritt.

### Uniform
Für die Soldaten der Bundeswehr gibt es eine große Zahl unterschiedlicher Uniformen. Neben den Dienstanzügen der Teilstreitkräfte gibt es verschiedenartige Arbeits- und Gefechtsanzüge und Sonderbekleidung für bestimmte klimatische Verhältnisse wie zum Beispiel Kälteschutzbekleidung. Die Uniformen der Bundeswehr unterliegen der Genehmigung durch den Bundespräsidenten (§ 4 Abs. 3 Soldatengesetz). Die Einzelbestimmungen sind in der Allgemeinen Regelung A-2630/1 festgelegt. Die ZDv 37/10 „Anzugordnung für die Soldaten der Bundeswehr“ ist außer Kraft gesetzt.
Die Uniformen der Bundeswehr greifen einerseits auf traditionelle Elemente des preußischen bzw. deutschen Militärs zurück (Kragenspiegel, Schnitt der Uniformjacken, Gestaltung der Luftwaffen- und Marineuniformen), weisen aber andererseits einige eigene Entwicklungen auf, wie beispielsweise die Verwendung von Baretten und die Gestaltung der Mehrzahl der Dienstgradabzeichen. Hier dienten u. a. britische Uniformelemente bzw. solche der geplanten EVG-Armee als Vorbild. Da die Bundeswehr im Unterschied zu den meisten anderen Streitkräften der Welt keine Paradeuniform kennt, wurde auf die Einführung eines – in zahlreichen anderen Ländern üblichen – Offizierssäbels verzichtet.

## Finanzierung

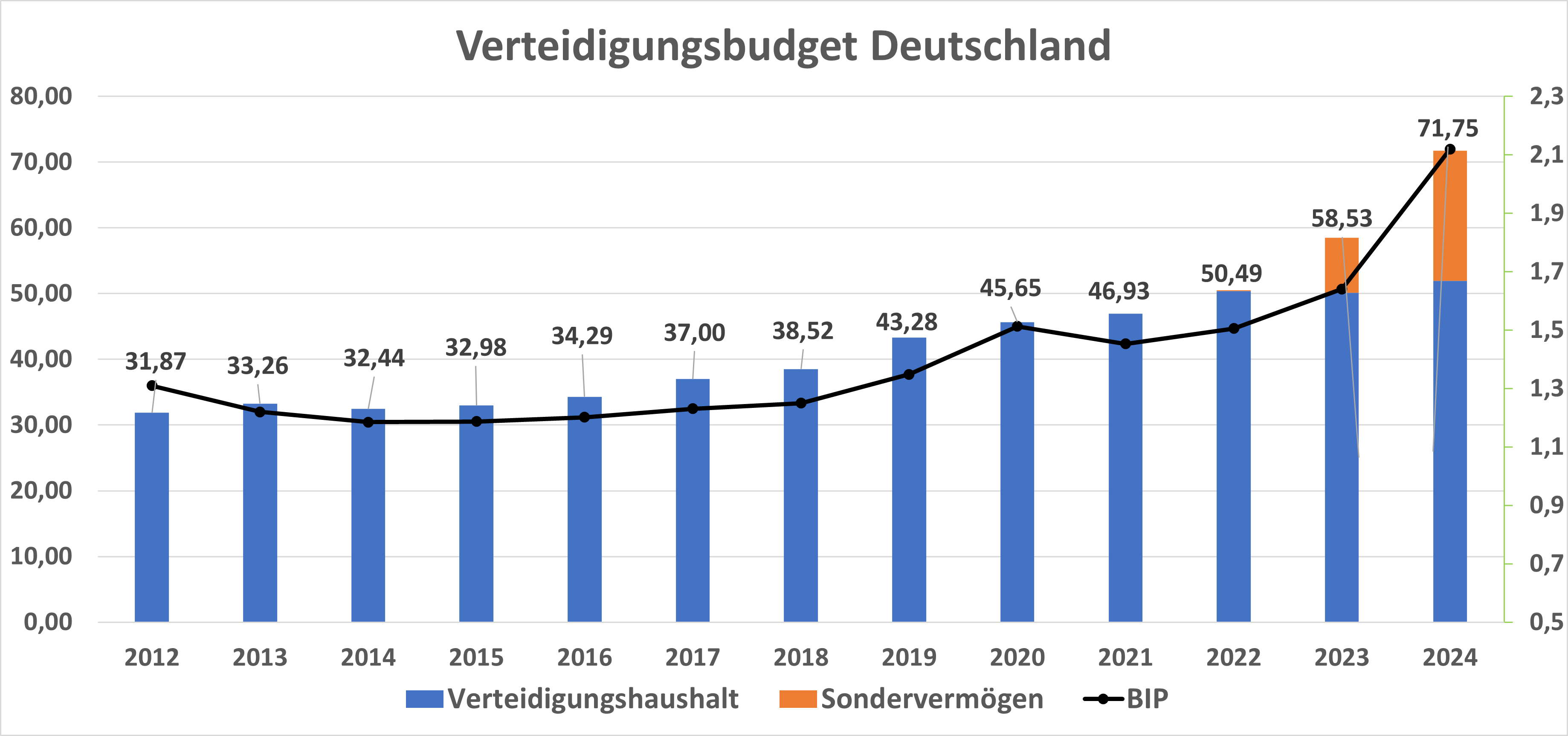
Entwicklung Verteidigungshaushalt + Sondervermögen in Euro / Entwicklung Anteil am BIP in Prozent

Die zahlenmäßige Stärke der Streitkräfte und die Grundzüge ihrer Organisation müssen sich aus dem Haushaltsplan ergeben (Art. 87a Abs. 1 Satz 2 GG). Die Bundeswehr wird aus dem Verteidigungsetat finanziert, der wie der gesamte Bundeshaushalt grundsätzlich der sog. Schuldenbremse unterliegt.
Nach dem russischen Überfall auf die Ukraine hat der Deutsche Bundestag die Bundesregierung am 27. Februar 2022 in einem Entschließungsantrag aufgefordert, „die Modernisierung der Bundeswehr mit dem Ziel voll ausgestatteter und voll einsatzbereiter Streitkräfte weiter voranzutreiben, bestehende Fähigkeitslücken umgehend zu schließen und die notwendigen finanziellen Ressourcen dafür zeitnah und langfristig bereitzustellen.“
Ein Entwurf zur Änderung des Grundgesetzes sieht einen neuen Absatz 1a in Artikel 87a des Grundgesetzes vor, der den Bund zur Errichtung eines Sondervermögens mit eigener Kreditermächtigung in Höhe von bis zu 100 Milliarden Euro zur Stärkung der Bündnis- und Verteidigungsfähigkeit und Ertüchtigung der Streitkräfte ermächtigt. Diese Kreditermächtigung wird von den Kreditobergrenzen der Schuldenregel ausgenommen. Für 2023 wurde die 1. Tranche aus dem Sondervermögen in Höhe von rd. 8,4 Milliarden Euro bereitgestellt.
| Jahr              | 2009–2014 jährlich | 2015 | 2016 | 2017 | 2018 | 2019 | 2020 | 2021 | 2022 | 2023 | 2024  |
| ----------------- | ------------------ | ---- | ---- | ---- | ---- | ---- | ---- | ---- | ---- | ---- | ----- |
| Verteidigungsetat | ca. 32             | 33,0 | 34,3 | 37,0 | 38,5 | 43,2 | 45,7 | 46,9 | 50,4 | 50,1 | 51,95 |
| Sondervermögen    |                    |      |      |      |      |      |      |      | 0,09 | 8,4  | 19,8  |

## Ausrüstung
Die Bundeswehr verfügt (Stand: November 2019) über etwa 4.600 gepanzerte und 11.500 ungepanzerte und geschützte Fahrzeuge, über 300 Flugzeuge, mehr als 250 Hubschrauber und über 50 Schiffe und Boote. Wegen der unterschiedlichen Anforderungen in verschiedenen Einsätzen, der vormaligen Kategorisierung der Streitkräfte in Eingreif-, Stabilisierungs- und Unterstützungskräfte und aufgrund des schnellen technischen Fortschritts ist die Ausrüstung heute weniger homogen als in der Vergangenheit. Die Umstellung des Auftrags von reiner Landesverteidigung auf Auslandseinsätze hat eine Debatte um die Beschaffungspolitik des Bundesverteidigungsministeriums ausgelöst, wie sie auch in anderen westlichen Ländern – vor allem in den Vereinigten Staaten – entstanden ist. Vor allem ein zu geringes Budget und der Zukauf von Ausrüstung, die nur in symmetrischen Auseinandersetzungen zur Anwendung komme, werden vonseiten der Publizistik bemängelt.

### Ausrüstung nach Teilstreitkraft
Die Bundeswehr verfügt nach aktuell verfügbaren Zahlen über folgende Hauptwaffensysteme:

#### Heer

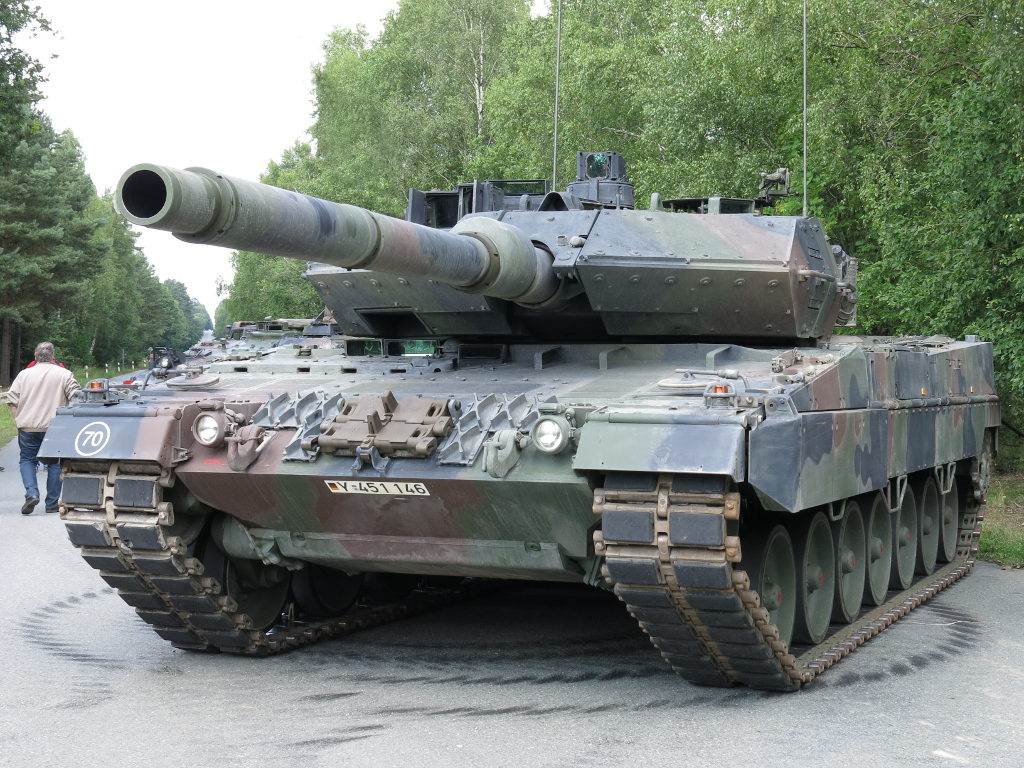
Leopard 2 A7

- 328 Kampfpanzer Leopard 2 (in den Varianten 2 A6, 2 A6M, 2 A7 und 2 A7V)
- 738 Schützenpanzer (388 Marder, welche mittelfristig ausgemustert werden; 350 Puma, davon Stand April 2022 insgesamt 150 einsatzbereit[142])
- 121 Panzerhaubitzen 2000
- 59 Artillerieraketenwerfer MARS
- 907 Transportpanzer Fuchs
- 395 Gepanzertes Transport-Kraftfahrzeug Boxer[143]
- 220 Spähpanzer Fennek (Erhöhung auf 248 geplant)
- 154 Hubschrauber (82 NH90 TTH[144], 51 Eurocopter UHT „Tiger“,[145] 14 Eurocopter EC135 zur Pilotenausbildung und 7 Airbus H145 LUH SAR)
- 24 Minenräumpanzer Keiler
- 83 Pionierpanzer Dachs
- 75 Bergepanzer Büffel
- 40 Brückenlegepanzer Biber

#### Luftwaffe

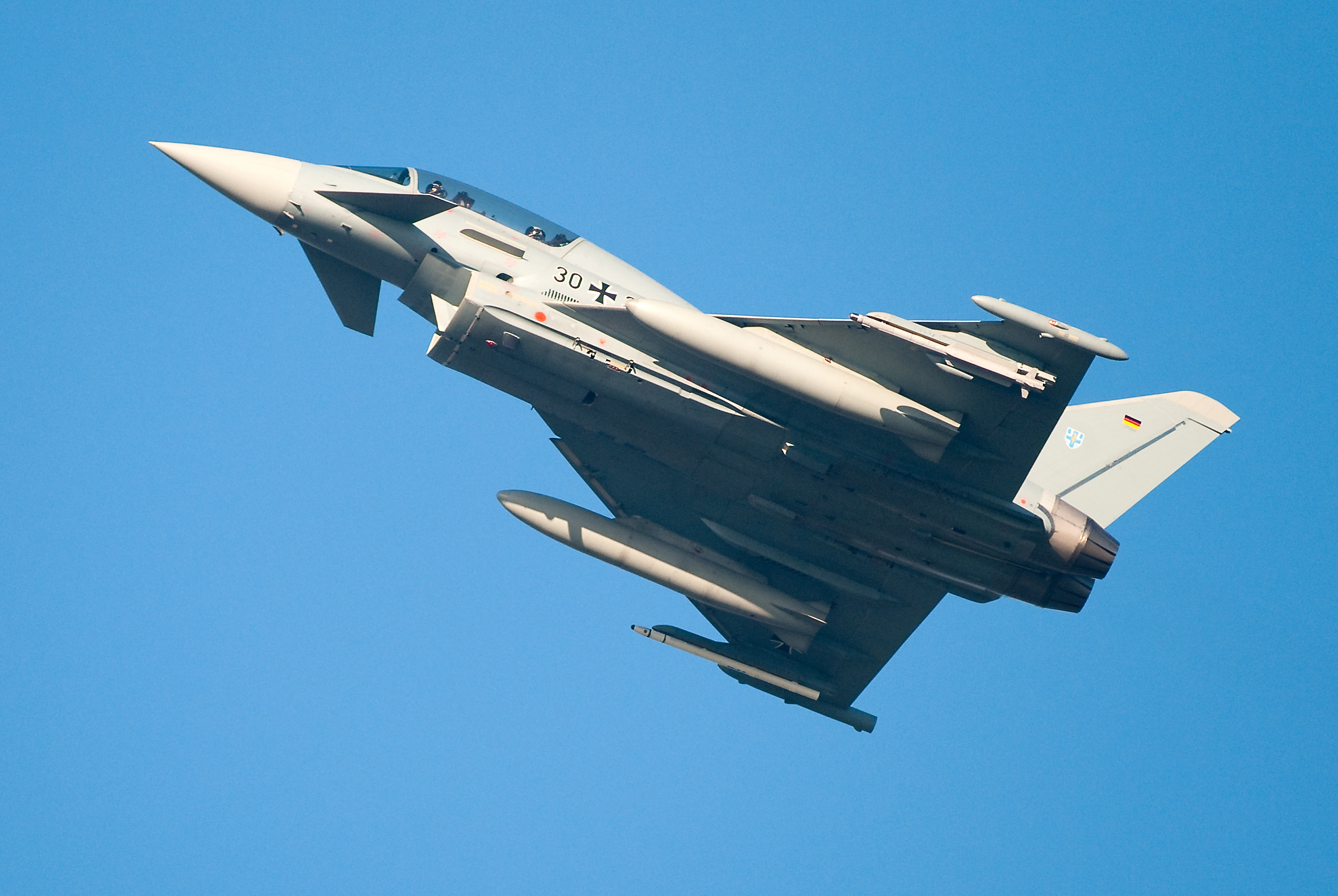
Eurofighter Typhoon

- 218 Kampfflugzeuge (138 Eurofighter Typhoon[146] und 80 Panavia Tornado[147])
- 41 Schulflugzeuge (Northrop T-38)[148]
- 70 Transportflugzeuge (50 Airbus A400M[149] von 53 im Zulauf; 3 Airbus A350-900[150][151]; 3 C-130J-30; 3 KC-130J[152]; 2 Airbus A321 und 1er im Zulauf; 3 Airbus A319; 3 Bombardier Global 5000; 3 Bombardier Global 6000; darüber hinaus Teilnahme an der Multinational MRTT Unit mit Nutzungsrechten an der Airbus A330 MRTT-Flotte)
- 94 Hubschrauber (66 CH-53G und 15 H145M LUH SOF sowie 3 AS532 Cougar (FlBschftBMVg))
- 11 Flugabwehrraketensysteme (10 Patriot und 1 IRIS-T SLM[153])
- 3 Leichte Flugabwehrsysteme (Ozelot)

#### Marine

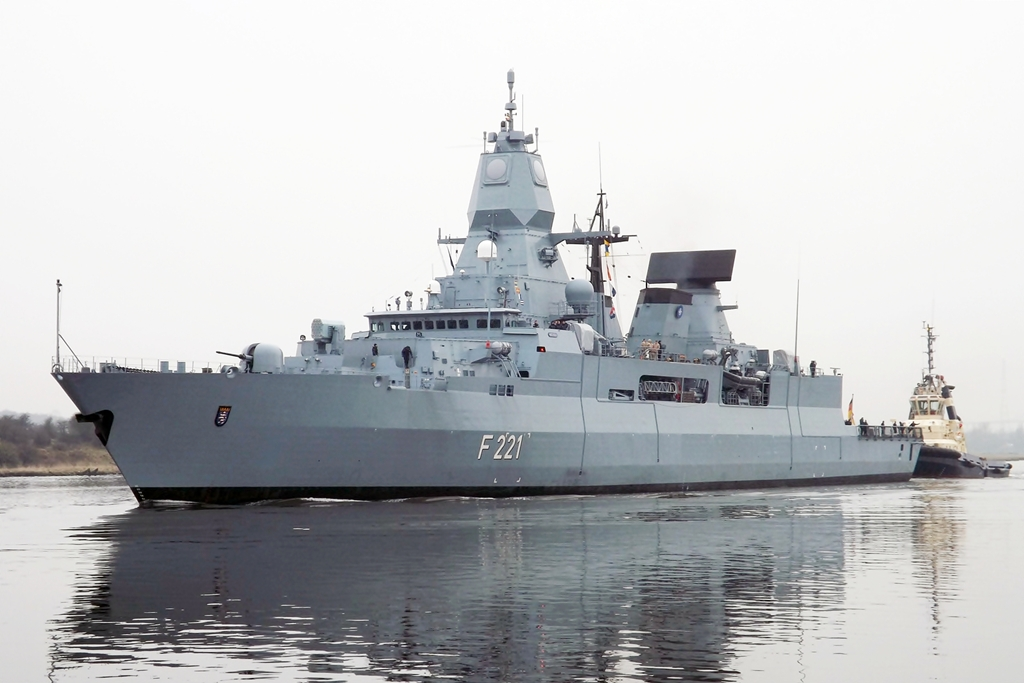
Fregatte Hessen (F 221)

- 11 Fregatten (4 Brandenburg-Klasse[154]; 3 Sachsen-Klasse[155]; 4 Baden-Württemberg-Klasse[156])
- 3 Einsatzgruppenversorger (Berlin-Klasse[157])
- 2 Betriebsstofftransporter (Rhön-Klasse[158])
- 5 Korvetten (Braunschweig-Klasse K130[159]) (Boot 6 wird zu Ausbildungszwecken genutzt)[160]
- 12 Minenabwehrfahrzeuge (10 Frankenthal-Klasse[161], 2 Ensdorf-Klasse[162])
- 6 Unterseeboote (Klasse 212 A[163])
- 6 Tender (Elbe-Klasse[164])
- 2 Seeaufklärer (P-3C Orion)[165]
- 2 Ölaufklärungsflugzeuge Do 228 LM[166]
- 40 Marinehubschrauber (18 NH-90 NTH Sea Lion[167]; 22 Sea Lynx Mk88A[168])
- 1 Wehrforschungsschiff (Planet[169])
- 3 Flottendienstboote (Oste-Klasse[170])
- 1 Segelschulschiff (Gorch Fock[171])
- 2 Hochseeschlepper (Rügen[172], Borkum[173])

#### Cyber- und Informationsraum
- 2 Aufklärungssatellitensysteme (SAR-Lupe und SARah)[174][175]
- 1 Kommunikationssatellitensystem (SATCOMBw)[176]

#### Unterstützungsbereich
- 1815 geschützte Führungs- und Funktionsfahrzeuge: 468 Enok/Wolf, 671 Eagle IV u. V, 550 ATF Dingo, 175 Duro/YAK
- Geschützte Transportfahrzeuge (GTF): bis zu 1194 Iveco Trakker mit Zuladungsklasse (ZLK) 15t[177], 110 Mercedes-Benz Zetros mit ZLK 5t
- 3271 Ungeschützte Transportfahrzeuge (UTF) der Baureihe HX2 von RMMV[177]
- Schwerlasttransporter: 137 Sattelzugmaschinen Elefant 2[177]
- Wechselladersysteme: 2703 Fahrzeuge Multi 2, 3421 Wechselladepritschen und 2820 Plane- und Spriegelaufbauten[177]

### IT-Ausstattung
Die Bundeswehr verfügt (Stand: November 2019) über 126.000 Desktop-Computer und 50.000 Notebooks sowie 30.000 Smartphones, von denen 11.000 eine Verschlüsselung bieten.

### Probleme und Mängel bei der Ausrüstung
Die Bundeswehr ist immer wieder wegen zum Teil nicht unerheblicher Materialprobleme in den Medien. Beispiele aus den 1960er Jahren sind der HS-30-Skandal um die Beschaffung eines mangelhaften Schützenpanzers unter Schmiergeldzahlungen und die Starfighter-Affäre um den Lockheed F-104 Starfighter, der zu langjährigen Problemen mit zahlreichen toten Piloten führte.
Nach den auf das Ende des Kalten Krieges und die Wiedervereinigung folgenden langjährigen Schrumpfungen und Umstrukturierungen der Bundeswehr bei gleichzeitiger Belastung durch zu absolvierende Auslandseinsätze erstellte das Verteidigungsministerium unter Ursula von der Leyen 2014 erstmals einen jährlichen Bericht zur Materiallage der Bundeswehr, der zunächst als „Verschlusssache – Nur für den Dienstgebrauch (VS-NfD)“ nur den Bundestagsabgeordneten zur Verfügung stand, für 2016 und 2017 aber auch der Öffentlichkeit zugänglich gemacht wurde. Die Berichte offenbarten die geringe Einsatzbereitschaft sowohl alter als auch neu beschaffter Waffensysteme, was aus Sicht der Parlamentarier erschreckend war und in den Medien vielfach skandalisiert wurde. Der Bericht für das Jahr 2018 wurde als „VS-Geheim“ eingestuft, was erneut zu Kritik führte. Laut Bundeswehr lag die Einsatzbereitschaft der knapp 10.000 Einzelsysteme 2018 im Durchschnitt bei rund 70 Prozent. Dabei war die Einsatzbereitschaft extrem unterschiedlich, so war zwischenzeitlich kein deutsches U-Boot einsatzbereit, nur 105 von 244 Kampfpanzern Leopard 2 und 34 von 128 Eurofightern.
Laut Angaben von Verteidigungspolitikern im Bundestag, Vertretern der Rüstungsindustrie und weiteren Experten verfügte die Bundeswehr im Jahr 2022 lediglich über für ein bis zwei Kriegstage ausreichende Munitionsbestände. Die NATO fordert von jedem Mitgliedsland einen Munitionsvorrat für 30 Tage. Schätzungen zufolge würden etwa 22 bis 28 Milliarden Euro für das Schließen dieser Lücke benötigt werden. Der Bundeshaushalt 2023 wies einen Betrag von 1,125 Milliarden Euro für Munition aus.

### Kernwaffen
Heute befinden sich in Deutschland schätzungsweise 20 US-Atomwaffen. Sie lagern unter amerikanischer Bewachung im inneren und unter deutscher Bewachung im äußeren Bereich in Bunkern eines Sondermunitionslagers auf dem Luftwaffen-Fliegerhorst Büchel in Rheinland-Pfalz. Durch diese Bewachung und weitere Regelungen ist sichergestellt, dass die Waffen bis zu einem möglichen Einsatz in US-Hoheit bleiben. Zu Zeiten des Kalten Krieges gab es zahlreiche entsprechende Sondermunitionslager in Bundeswehr-Liegenschaften. Die ca. 130 Kernwaffen auf dem US-Luftwaffenstützpunkt Ramstein wurden nach Expertenmeinungen im Jahr 2005 abgezogen. Die Luftwaffe trainiert heute nur noch in Büchel im Rahmen der Nuklearen Teilhabe den Einsatz von Kernwaffen durch Jagdbomber vom Typ Tornado, wobei lediglich mit Attrappen geübt wird. Die Kernwaffen unterstehen den amerikanischen Streitkräften und müssen im Kriegsfall erst durch den Präsidenten der Vereinigten Staaten freigegeben werden, Deutschland hat keine atomare Verfügungsgewalt inne.

### Laufende Beschaffungen
Diese Liste umfasst bedeutende Ausrüstungsprogramme der Bundeswehr, deren Beschaffung beschlossen und genehmigt wurde oder aktuell läuft:
Landfahrzeuge/-systeme:
- 1500 Geländewagen Wolf 2 (Mercedes-Benz W 464) (Rahmenvertrag für bis zu 5800 Fahrzeuge. Zulauf ab 2024)[185][186]
- 1004 Luftlandefahrzeuge Caracal (Rahmenvertrag für bis zu 2054 Fahrzeuge. Zulauf ab 2025)[187][188]
- 610 ungeschützte LKW (UTF) (davon 576 in der Zuladungsklasse (ZLK) 15t und 34 in der ZLK 5t. Rahmenvertrag für bis zu 6500 Fahrzeuge. Zulauf 2024 bis 2031)[177]
- mittlere dreistellige Anzahl geländegängige Mercedes-Benz Arocs 6×6 mit Wechselpritsche (handelsüblich mit militärischer Sonderausstattung) für den BwFuhrparkService (Zulauf bis 2026)[189]
- 367 Geländefahrzeuge Hägglunds BvS10 (Zulauf ab 2025)[190][191]
- 219 Wechselladersysteme Multi 2 (davon 121 geschützt und 98 ungeschützt. Rahmenvertrag bis 2027 umfasst noch bis zu 1078 Fahrzeuge.)[177]
- 123 Schwerer Waffenträger Infanterie (Zulauf ab 2025)[192]
- 123 Kampfpanzer Leopard 2A8 (Zulauf ab 2025)[193][194]
- 115 geschützte Führungs- und Funktionsfahrzeuge des Typs ATF Dingo 2 A4.1 (Zulauf ab 2026)[195][196]
- 107 Richtfunksysteme TaWAN LBO auf radgestützen Trägerfahrzeugen[197]
- 80 Mittlere geschützte Sanitäts-Kraftfahrzeuge Mowag Eagle 6x6[198] (Zulauf bis Ende 2025[199])
- 50 weitere Schützenpanzer Puma, als Teil eines Rahmenvertrags über bis zu 229 Puma (Auslieferung Ende 2025 bis Anfang 2027)[200]
- 44 Pionierpanzer 3 „Kodiak“[201]
- 31 Brückenlegepanzer Leguan[202]
- 22 Panzerhaubitzen 2000[193][203] (Zulauf 2025–2029)[204]
- 19 Flak-Panzer Skyranger (Zulauf ab 2028[205])[206][207]
- 8 Flugabwehrsysteme Patriot[208][209]
- 6 Feuereinheiten Luftverteidigungssystem IRIS-T SLM (Zulauf ab 2024)[210]
- strategisches Raketenabwehrsystem Arrow 3 (im Wert von etwa 4 Milliarden Euro, Zulauf ab 2025)[210][211]
- Raketenartilleriesystem PULS[212][213]
- Panzermörsersystem Patria NEMO[214]

Luftfahrzeuge und Satelliten:
- 62 Mehrzweckhubschrauber Airbus Helicopters H145M (Zulauf 2024–2028)[215]
- 60 Transporthubschrauber Boeing CH-47F „Chinook“ Block II Standard Range mit Luftbetankungsfähigkeit (Zulauf ab 2027)[216][217]
- 53 Transportflugzeuge Airbus A400M (im Zulauf)
- 38 Mehrzweckkampfflugzeuge Eurofighter Tranche 4 als Ersatz für die älteren Maschinen aus Tranche 1 (Zulauf ab 2025)[218]
- 35 Mehrzweckkampfflugzeuge Lockheed Martin F-35A; hauptsächlich für die Rolle Nukleare Teilhabe[219] (Zulauf ab 2026)[220]
- 31 Mehrrollenfähige Fregattenhubschrauber (MRFH) NH90 „Sea Tiger“ als Nachfolger für die 22 Sea Lynx MK 88A, Zulauf ab 2025[221][222]
- 21 unbemannte Luftfahrzeuge (7 Systeme) European MALE RPAS[223][224] (Zulauf ab 2030)[225]; vorübergehend werden 5 Heron TP geleast[226]
- 8 Seefernaufklärer Boeing P-8A „Poseidon“ (Zulauf ab Anfang 2025)[165][227]
- 3 Aufklärungsflugzeuge Pegasus; Nachfolge für eingestelltes EuroHawk-Programm (Zulauf 2027)[228]
- 2 Kommunikationssatelliten COMSATBw Stufe 3[229]

Wasserfahrzeuge:
- 6 Fregatten der Niedersachsen-Klasse (Zulauf ab 2031)[230][231][232]
- 6 U-Boote der Klasse 212 CD als Weiterentwicklung der Klasse 212 A[212][233]; Zulauf ab 2032[234]
- 5 Korvetten vom Typ Braunschweig-Klasse als Ergänzung der 5 schon in Dienst stehenden Korvetten[235] (Zulauf ab 2026)[236]
- 3 Flottendienstboote der Klasse 424 (Zulauf ab 2029)[237]
- 2 Marinebetriebsstoffversorger Klasse 707 (Zulauf ab 2026)[238]

### Rüstungsprojekte und geplante Beschaffungen
Für die im Folgenden genannten Rüstungsprojekte gibt es entweder bereits konkrete Planungen oder zumindest Bedarfsanmeldungen, sie sind jedoch noch nicht vom Haushaltsausschuss des Bundestages bzw. vom Verteidigungsministerium genehmigt; zum Teil handelt es sich auch erst um Projektstudien. Der Großteil der hier aufgeführten Systeme soll – sofern tatsächlich beschafft – bis weit in die zweite Hälfte des 21. Jahrhunderts im Einsatz sein.
Mehrere geplante Beschaffungen stehen im Zusammenhang mit der Einführung der Mittleren Kräfte als neue Kräftekategorie des Heeres. Hieraus ergibt sich der Bedarf, Fähigkeiten, die im Heer bisher nur oder hauptsächlich auf Kettenfahrzeugen abgebildet waren, zusätzlich auch auf Radfahrzeugen abzubilden. Dazu zählen im Speziellen:
- 168 Radhaubitzen RCH 155[239]
- 150 Radschützenpanzer Boxer RCT30[240]
- radgestütztes Bergefahrzeug[241]
- radgestütztes Brückenlegefahrzeug[242]

Weitere Rüstungsprojekte in der Kategorie Kraftfahrzeuge und landbasierte Systeme sind:
- Bis zu 1000 geländegängige LKW 3,5t mit Pritsche auf Basis HX2 von RMMV (möglicher Rahmenvertrag ab 2026)[177]
- Bis zu 252 Spähfahrzeuge Next Generation „Korsak“ zur Ablösung des Spähwagen Fennek[243]
- 89 Luftbewegliche Waffenträger; Nachfolger des Waffenträger Wiesel 1[244]
- Optionen auf 6 weitere Panzerhaubitzen 2000[245]
- 6 weitere Feuereinheiten Mittelbereichs-FlaRak-System IRIS-T SLM[246]
- Nahbereichs-FlaRak-System IRIS-T SLS auf GTK Boxer[247]
- Weitbereichs-FlaRak-System IRIS-T SLX[246]
- Raketenabwehrsystem Arrow 4[248]
- Transportpanzer Patria 6×6 (Programm Common Armoured Vehicle System (CAVS) zur Ablösung des Fuchs)[214]
- LKW-basiertes Senkrechtstartsystem Mark 70 Typhon zum Start von BGM-109 Tomahawk[249]
- Main Ground Combat System (MGCS) zur Ablösung des Leopard 2; gemeinsames Rüstungsvorhaben mit Frankreich

Zu den Rüstungsprojekten für Luftfahrzeuge gehören:
- mind. 22 Hubschrauberdrohnen für die Seeaufklärung zur Stationierung auf Marineschiffen, v. a. auf den Korvetten der Braunschweig-Klasse[250][251]
- 20 weitere Mehrzweckkampfflugzeuge Eurofighter Tranche 4[252]
- Option auf weitere 20 Hubschrauber vom Typ H145M[215]
- 6–9 Systeme unbemannter Luftfahrzeuge der MALE-Klasse für die Marineflieger zur Seefernaufklärung[251]; zur Auswahl stehen die MQ-9B SeaGuardian oder zusätzliche Heron TP.[253]
- 3 zusätzliche Heron TP mit SIGINT-Ausstattung[254]
- Next Generation Weapon System (NGWS) zur langfristigen Ablösung des Eurofighter im Rahmen des gemeinsamen Rüstungsvorhabens Future Combat Air System (FCAS) mit Frankreich und Spanien
- Loyal-Wingman-Drohnen zum gemeinsamen Einsatz mit Kampfflugzeugen; Beschaffung wäre unabhängig vom Next Generation Weapon System[255]
- Aufklärungsflugzeuge für Spezialoperationen auf Basis der Beechcraft King Air 350[256]

Bedarfsanmeldungen und geplante Beschaffungen von Wasserfahrzeugen beinhalten:
- 5–6 neue Luftverteidigungsfregatten des Typs F127[257][258][251]
- 18 Future Combat Surface Systems; Drohnenboote als Einsatzplattform für Flugkörper zur Unterstützung der Korvetten der Braunschweig-Klasse[251]
- mind. 12 Minenabwehrfahrzeuge Klasse 334 als Nachfolge der Frankenthal-Klasse[251]
- mind. 12 Unterwasserdrohnen[251], in der Erprobung befindet sich das System Blue Whale[259]
- Mehrzweckkampfboote für das Seebataillon[260][261]; die Marine meldete einen Bedarf für mindestens 40 Einheiten an[251]
- 6 Unterstützungs- und Versorgungsschiffe Klasse 405 als Nachfolge der 6 Tender der Klasse 404[262]
- 3 Large Remote Multi-purpose Vessels; Drohnenschiffe zur Ergänzung von Fregatten[251]

Bedeutende Rüstungsvorhaben aus dem Bereich Flugkörper und Munition sind:
- Luft-Boden-Lenkflugkörper des Typs Joint Strike Missile für F-35-Kampfjets, Auslieferung ab 2027 vorgesehen[263]
- 600 Taurus-Neo Marschflugkörper, Auslieferung ab 2029 vorgesehen[264]
- Überschalllenkflugkörper Super Sonic Strike Missile (3SM) „Tyrfing“, gemeinsames Rüstungsvorhaben mit Norwegen[265]
- Loitering Munition; Modelle verschiedener Hersteller werden erprobt.[266]
- Deep Precision Strike Capability (DPSC); Langstrecken-Marschflugkörper mit über 2000 km Reichweite; gemeinsames Rüstungsvorhaben mit dem Vereinigten Königreich im Rahmen der Trinity-House-Vereinbarung[267]
- Marschflugkörper BGM-109 Tomahawk[249]

### Privatisierung
Im Rahmen von Bundeswehrreform und Transformation sind verschiedene Versuche unternommen worden, Ausrüstung von Privatunternehmen beschaffen und instand halten zu lassen. Dazu gehört auch der größte Teil des Fuhrparks der Bundeswehr. Weitgehend mit zivilen Fahrzeugen vergleichbare Fahrzeugmodelle des Alltagsbedarfs für Truppe und Verwaltung werden seit 2002 durch die BwFuhrparkService GmbH verwaltet.
Des Weiteren wird die Truppe mit Uniformteilen sowie einem Großteil der persönlichen Ausrüstung durch den Militärdienstleister LHBw Bekleidungsgesellschaft mbH versorgt, welcher jedoch im alleinigen Besitz der Bundesrepublik Deutschland ist.
Ähnliches gilt für die Liegenschaften der Bundeswehr. Diese wurden an die Bundesanstalt für Immobilienaufgaben (BImA) übergeben und werden nach Bedarf zurückgemietet. Im Zuge der Reduzierung auf 392 Standorte wurden zahlreiche Liegenschaften für eine andere Nutzung freigemacht (Konversion) und von der BImA vermarktet.
Am 28. Dezember 2006 gründete die Bundeswehr zusammen mit Siemens Business Services GmbH & Co. OHG und IBM Deutschland GmbH das Gemeinschaftsunternehmen BWI Informationstechnik GmbH. Zusammen mit den Gesellschaften BWI Systeme GmbH und BWI Services GmbH bildet sie den BWI-Leistungsverbund zur Umsetzung von Herkules, der größten öffentlich-privaten Partnerschaft in Europa. Ziel dieses Projektes ist die Erneuerung der Informations- und Kommunikationstechnik der Bundeswehr in enger Zusammenarbeit mit der Industrie. Betroffen sind unter anderem 140.000 Computerarbeitsplätze, 300.000 Telefone und die Rechenzentren. Der Gesellschaftsvertrag war auf zehn Jahre befristet. Seit dem 28. Dezember 2016 ist die BWI eine 100-prozentige Gesellschaft der Bundesrepublik Deutschland.
Zur Entwicklung in diesen Bereichen hat der Bundesrechnungshof in seinen Berichten wiederholt Fehlentwicklungen aufgezeigt und seine Bewertungen und Empfehlungen abgegeben.

## Laufbahngruppen

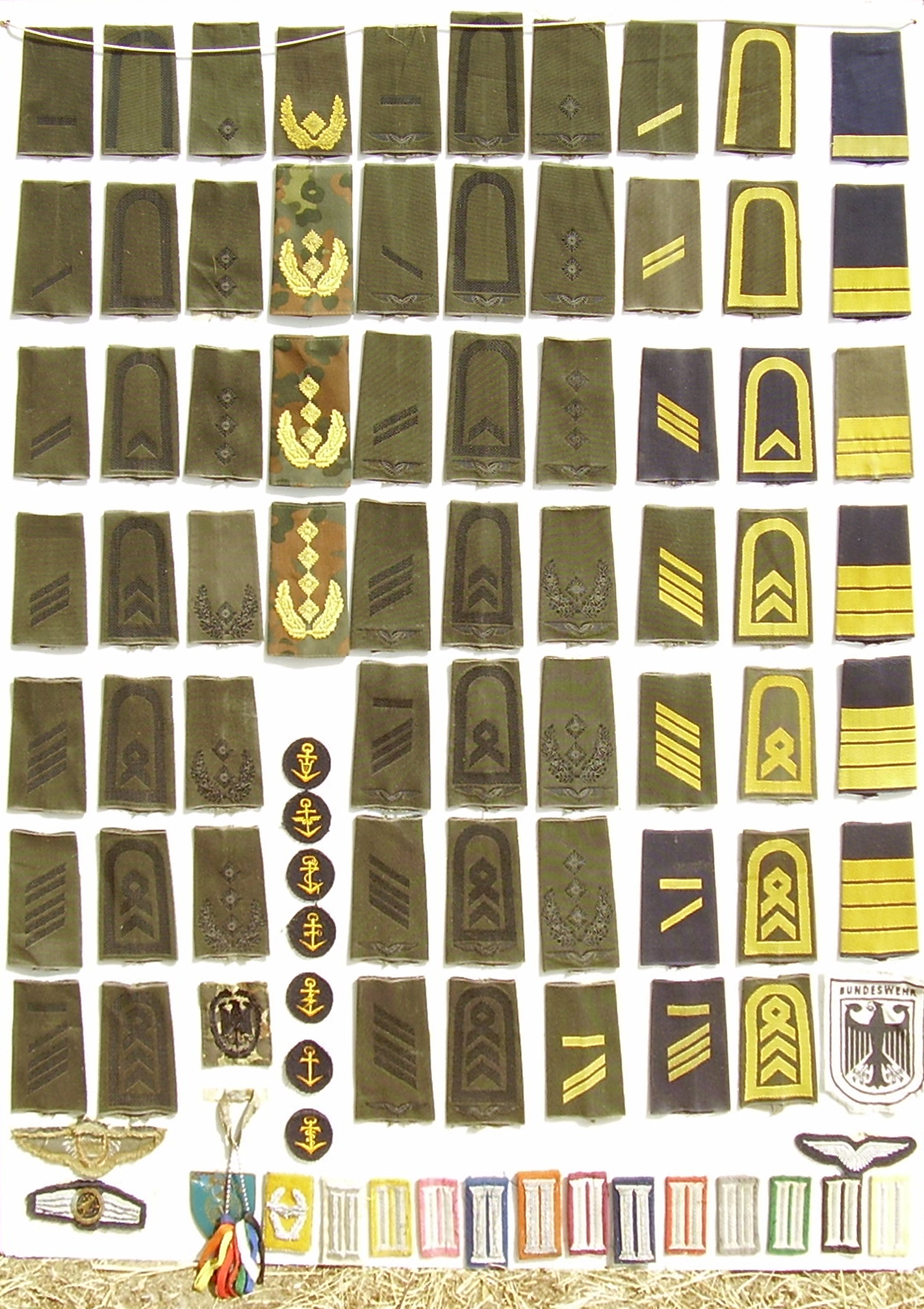
Dienstgrad- und weitere Abzeichen und Uniformteile der Bundeswehr

Die Bundeswehr bietet Bewerbern in Abhängigkeit vom Bildungsstand, beruflicher Vorbildung und jeweiliger Interessenlage eine Einstellung in unterschiedlichen Laufbahngruppen und Laufbahnen an. Ein Wechsel ist grundsätzlich möglich. Neu eingestellte Soldaten sind zunächst Anwärter, außer sie gehören der Laufbahngruppe der Mannschaften an oder aufgrund relevanter Vorkenntnisse erfolgt eine Einstellung mit höherem Dienstgrad.
Grundsätzlich durchlaufen alle Soldaten zuerst eine in der Regel dreimonatige Grundausbildung, deren Inhalt zwischen den Teilstreitkräften weitgehend harmonisiert ist. Im Sanitätsdienst umfasst die soldatische Grundausbildung zwei Monate, an die sich vier Wochen mit sanitätsspezifischer Ausbildung anschließen. Reservisten und Personal der Bundeswehrverwaltung, das im Einsatz auf militärischen Dienstposten eingesetzt wird, durchlaufen unter Umständen eine verkürzte soldatische Ausbildung.
Soldaten aller Laufbahngruppen sind nach ihrer Dienstzeit meist Reservisten. Sie können im Rahmen von Dienstleistungen in der Reserve aktiv Dienst leisten, auch im Rahmen von Auslandseinsätzen.
Rund 85 Prozent der Soldaten auf Zeit wechseln nicht in das Dienstverhältnis als Berufssoldat, sondern kehren nach Beendigung ihres Dienstes in das zivile Erwerbsleben zurück.

### Mannschaften
Soldaten der Laufbahngruppe der Mannschaften durchlaufen nach der Grundausbildung in den meisten Fällen eine Spezialgrundausbildung (SGA)/Dienstpostenausbildung (DPA), die ein bis sechs Monate dauert und unter Umständen verschiedene Lehrgänge beinhaltet, um in der Stammeinheit effektiv eingesetzt werden zu können.
Die Art und der Umfang der SGA sowie der zusätzlichen Lehrgänge orientieren sich stark an dem Bedarf der Stammeinheit, den Erfordernissen des jeweiligen Dienstpostens und an der Verpflichtungszeit des Soldaten.
Bei den Soldaten der Laufbahngruppe der Mannschaften kann man unterscheiden in:
- Freiwillig Wehrdienst leistende (FWD): Dienstzeit zwischen 7 und 23 Dienstmonaten. Abstufungen dazwischen erfolgen im Monatstakt.
- Soldaten auf Zeit (SaZ): Seit einer Neuregelung im Jahr 2011 endet die Dienstzeit je nach Verpflichtungszeit zwischen 2 und 15 Jahren, wobei die Verpflichtungszeiten in dieser Bandbreite flexibel sind (In Ausnahmefällen in Monatsstufen auch z. B. 8 Jahre und 6 Monate).
- Reservisten

### Unteroffiziere

#### Unteroffiziere des allgemeinen Fachdienstes
Unteroffiziere des allgemeinen Fachdienstes werden als Spezialisten eingesetzt und bringen mindestens einen Hauptschulabschluss und wenn möglich eine entsprechende Berufsqualifikation mit. Liegt diese nicht vor, nehmen sie unter Umständen an Maßnahmen der zivilberuflichen Aus- und Weiterbildung (ZAW) teil.

#### Feldwebel des allgemeinen Fachdienstes
In der Laufbahn der Feldwebel des allgemeinen Fachdienstes übernimmt der Soldat als Spezialist die Verantwortung für ein Fachgebiet, zum Beispiel im technischen Bereich. Die Tätigkeiten entsprechen dem zivilen Meister. Gedacht ist diese Laufbahn für Soldaten, die vorrangig an technischen, verwaltenden oder betrieblichen Tätigkeiten interessiert sind. Der Bewerber benötigt mittlere Reife oder einen Hauptschulabschluss mit einer für die Verwendung nutzbaren Berufsausbildung.

#### Feldwebel des Truppendienstes
Für diese Laufbahn wird mindestens die mittlere Reife oder ein Hauptschulabschluss mit einer abgeschlossenen Berufsausbildung benötigt. Die Ausbildung der Feldwebelanwärter dauert in der Regel drei Jahre und unterscheidet sich zwischen den Teilstreitkräften erheblich.

### Offiziere

#### Offiziere des Truppendienstes und Sanitätsoffiziere

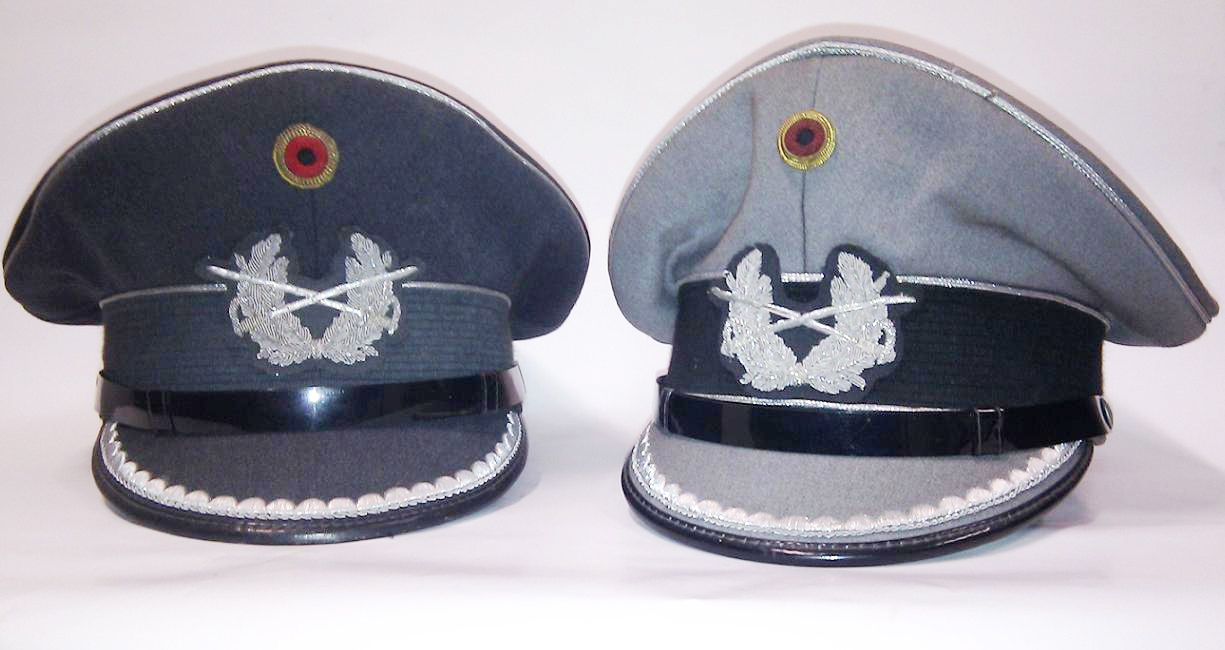
Schirmmützen für Offiziere des Heeres

Offiziere bilden das militärische Führungskorps der Bundeswehr. Nach 12 bis 15 Monaten militärischer Grundlagen- und Führungsausbildung beginnen Offizieranwärter gewöhnlich ein vierjähriges Studium an einer der beiden Universitäten der Bundeswehr mit dem Ziel eines Master-Abschlusses. Nach dem Studium wird die militärische Ausbildung an den Offizier- und Truppenschulen fortgesetzt.
Die Ärzte (verschiedener Approbation) und Apotheker in der Bundeswehr sind Offiziere. Diese Sanitätsoffiziere wurden häufig als Sanitätsoffizier-Anwärter eingestellt.
Offiziere im Dienstverhältnis Soldat auf Zeit können sich zur Übernahme in das Dienstverhältnis eines Berufssoldaten bewerben oder werden von entsprechenden Vorgesetzten dafür vorgeschlagen.
Bewerber mit abgeschlossenem Studium können bei Eignung und vorliegendem Bedarf mit höherem Dienstgrad eingestellt werden.
Offiziere können nach Ende ihres aktiven Dienstes als „Reserveoffiziere“ im Rahmen von Reservedienstleistungen Dienst leisten, unter anderem im Rahmen von Auslandseinsätzen.
Auf Verwendungen mit höherer Verantwortung oder speziellen Aufgabenbereichen werden Offiziere in der Regel auf entsprechenden Lehrgängen vorbereitet. Besonders geeignete Offiziere erhalten die Möglichkeit am Lehrgang Generalstabs-/Admiralstabsdienst an der Führungsakademie der Bundeswehr oder ähnlichen Einrichtungen anderer Staaten teilzunehmen.

#### Offiziere des militärfachlichen Dienstes
Unteroffizierdienstgrade, die sich durch besondere Leistung ausgezeichnet haben, können in die Laufbahn der Offiziere des militärfachlichen Dienstes wechseln. Wenn sie ausgewählt wurden, besuchen sie spezielle Lehrgänge an Fach- und Offizierschulen. Der höchste Dienstgrad dieser Laufbahn ist der Stabshauptmann oder Stabskapitänleutnant in der Besoldungsgruppe A 13. Im 40. Lebensjahr und im Dienstgrad Stabshauptmann, Hauptmann oder Oberleutnant kann der Antrag auf einen Wechsel in die Laufbahn Offizier des Truppendienstes gestellt werden.

## Militärmusik
Auch in Deutschland hat die Militärmusik eine lange Tradition. Aktuell besitzt die Bundeswehr 15 Musikkorps. Anlässlich des 50. Jahrestages der Bundeswehr im Oktober 2005 wurde der Marsch der Bundeswehr komponiert und zum offiziellen Marsch der Bundeswehr erklärt.
- Ausbildungsmusikkorps der Bundeswehr
- Big Band der Bundeswehr
- Gebirgsmusikkorps der Bundeswehr
- Heeresmusikkorps Hannover
- Heeresmusikkorps Kassel
- Heeresmusikkorps Koblenz
- Heeresmusikkorps Neubrandenburg
- Heeresmusikkorps Ulm
- Heeresmusikkorps Veitshöchheim
- Luftwaffenmusikkorps Erfurt
- Luftwaffenmusikkorps Münster
- Marinemusikkorps Kiel
- Marinemusikkorps Wilhelmshaven
- Musikkorps der Bundeswehr
- Stabsmusikkorps der Bundeswehr

## Berufsförderungsdienst

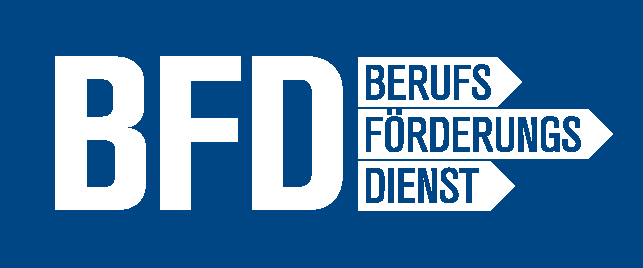
Logo des Berufsförderungsdienstes

Die schulische und berufliche Förderung der Soldaten bestimmt sich nach dem zweiten Teil des Soldatenversorgungsgesetzes. Nach diesen Vorschriften ermöglicht die Bundeswehr den Soldaten (sowohl Soldaten auf Zeit, als auch freiwillig Wehrdienstleistenden und in bestimmten Fällen Berufssoldaten) sich während, am Ende und nach dem Ende der Dienstzeit für den zivilen Arbeitsmarkt höher zu qualifizieren oder vorhandene Kenntnisse aufzufrischen. Der Berufsförderungsdienst (BFD) unterstützt die Aus- und Weiterbildung finanziell beim Besuch von externen Maßnahmen und führt mit seinen Kooperationspartnern auch eigene, für den Soldaten kostenfreie Lehrgänge (interne Maßnahmen) durch. Der zeitliche Umfang des BFD-Anspruches sowie damit verbunden die Höhe des finanziellen Anspruchs eines Soldaten ist im Wesentlichen von der Verpflichtungsdauer in der Bundeswehr abhängig.
Im Rahmen der schulischen und beruflichen Förderung ist es zum Beispiel möglich, das Abitur nachzuholen, sich beruflich neu zu orientieren oder sich ein Studium finanzieren zu lassen. Ferner unterstützt der Berufsförderungsdienst Soldaten auch bei der Suche nach einem geeigneten Arbeitgeber. Unter bestimmten Umständen stellt er auch hier finanzielle Hilfen, wie den Einarbeitungszuschuss, zur Verfügung.
Für die Berufsförderung hat der BFD im Jahr 2018 rund 108,2 Mio. Euro aufgewendet.

## Öffentliche Wahrnehmung
Seit ihrer Gründung wird die Bundeswehr von einer kritischen Öffentlichkeit genau beobachtet. Dabei ging es zum einen um individuelles Fehlverhalten, zum anderen um die Institution Bundeswehr als Ganzes. Fehlentwicklungen wurden von Politik und Presse oft mit großem Echo in der Bevölkerung diskutiert. Die politische Debatte drehte sich in den Anfangsjahren um die Wiederbewaffnung selbst, den nichtmilitärischen Aufbau der Bundeswehrverwaltung (Ernst Wirmers Zwei-Säulen-Konzept, das sich im Grundgesetz niedergeschlagen hatte) und – ab 1990 – vor allem um die Auslandseinsätze.
Die Minister Franz Josef Strauß, Georg Leber, Gerhard Stoltenberg, Rudolf Scharping und Karl-Theodor zu Guttenberg verloren jeweils durch Affären ihr Amt; auch Manfred Wörner stand kurz vor dem Rücktritt. Die Minister Theodor Blank, Rupert Scholz und Christine Lambrecht hielten sich nur kurze Zeit im Amt. Franz Josef Jung trat im nachfolgenden Amt als Bundesminister für Arbeit und Soziales zurück. Deshalb gilt das Amt des Bundesministers der Verteidigung als „Schleudersitz für Politiker“.
In den 1950er bis 1970er Jahren gab es eine breite Diskussion über das Verhältnis der Bundeswehr zur Gesellschaft. Aspekte der Diskussion waren die Herkunft vieler Vorgesetzter aus der Wehrmacht, die Anwendung der Inneren Führung und das Verhältnis der Bundeswehr zu den Gewerkschaften. Im Zusammenhang mit dem Gewerkschaftserlass bat zum Beispiel der damalige Generalinspekteur, General Heinz Trettner, 1966 um seine Entlassung.
Nach einer Studie aus dem Jahr 2013 vertritt ein Bevölkerungsanteil von 77 % eine positive Einstellung zur Bundeswehr, wohingegen 20 % ihr gegenüber negativ eingestellt wären. Insgesamt wird die Bundeswehr am häufigsten über die Medien wahrgenommen, wobei die individuelle Bewertung teils positiv und teils negativ ausfällt. Bei der Wahrnehmung bei Veranstaltungen und im öffentlichen Raum überwiegt der positive Anteil.

### Nachwuchswerbung

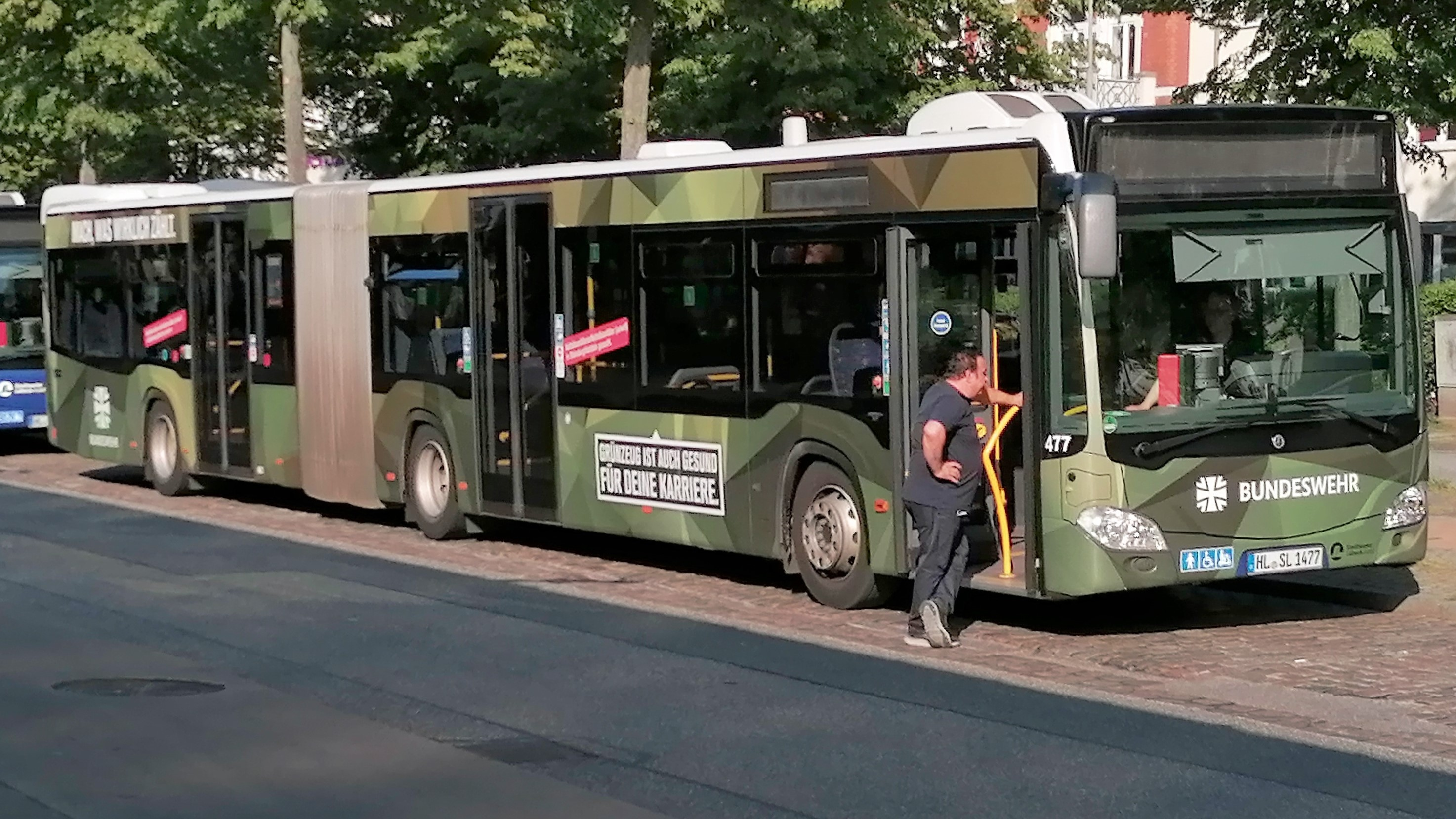
Bundeswehrwerbung während des Russisch-Ukrainischen Krieges auf einem lübeckischen Stadtbus

Seit der Aussetzung der Wehrpflicht im Jahr 2011 wirbt die Bundeswehr verstärkt um Nachwuchs. Ein Beispiel ist die YouTube-Serie Die Rekruten aus dem Jahr 2016, welche die Altersgruppe der 17- bis 25-jährigen ansprechen soll. Die Serie wurde von verschiedenen Seiten aus kritisiert. So wurden die Produktions- und Werbekosten von 7,9 Millionen Euro von Tobias Lindner, dem verteidigungspolitischen Sprecher von Bündnis 90/Die Grünen, als unverhältnismäßig hoch angesehen. Zudem forderte er eine differenziertere Darstellung des Soldatenberufs.
Im Oktober 2017 startete die zweite YouTube-Serie unter dem Namen Bundeswehr Exclusive, die den Alltag von Soldaten im Camp Castor im malischen Gao veranschaulichen soll.

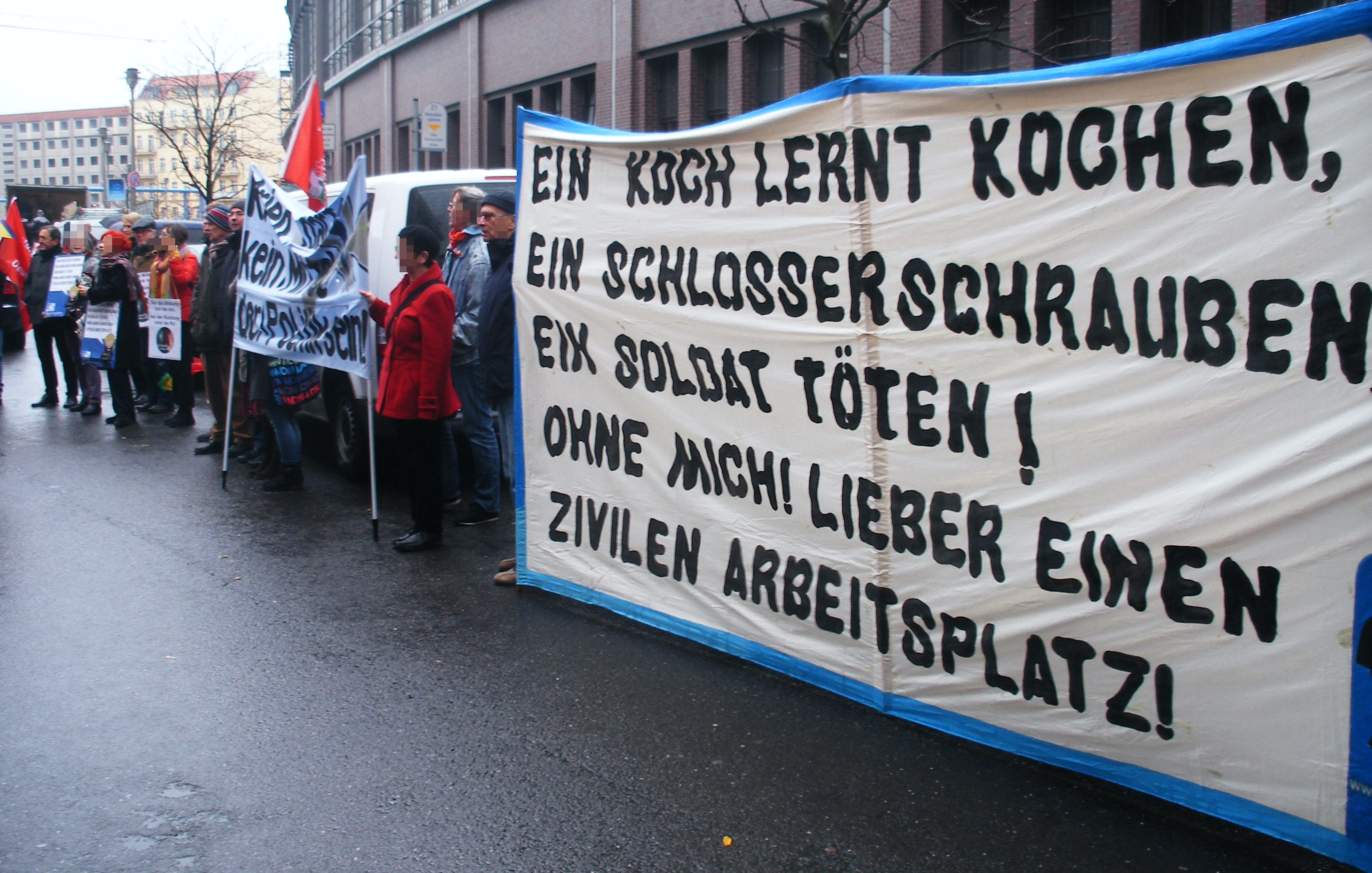
Proteste zur Eröffnung des Bundeswehr-Showrooms

Ein weiteres Konzept ist der Showroom des Karrierecenters der Bundeswehr in Berlin-Mitte. In dem Ladenlokal wird Werbung für den freiwilligen Wehrdienst gemacht. Zur Eröffnung im Jahr 2014 gab es Proteste gegen diese Art der Nachwuchswerbung von Militärgegnern.
Die Präsenz der Bundeswehr an Schulen und in Kindertagesstätten wird von der Partei Die Linke und der Gewerkschaft Erziehung und Wissenschaft kritisiert. Es handle sich dabei um Werbemaßnahmen, die die Bundeswehr als „normalen“ Arbeitgeber präsentieren sollen.

### Benennung von Kasernen, Schiffen und weiteren Einrichtungen
Die Benennung von Kasernen und Straßen innerhalb von Kasernen, Einheiten und Schiffen nach historisch belasteten Militärangehörigen führte immer wieder zu Diskussionen in der Öffentlichkeit und in der Truppe. Auf Initiative verschiedener Bürger und Politiker kam es zu einer Reihe von Umbenennungen wie im Falle der früheren Generaloberst-Dietl-Kaserne (1995) oder des früheren Jagdgeschwaders 74 Werner Mölders (2005). Zur Begründung von Umbenennungen wurde auf Fehlverhalten der vormaligen Namensgeber und die Wertebindung der neuen Namensgeber verwiesen.

### Extremismus, insbesondere Rechtsextremismus und NS-Vergangenheit
Nach Meldungen über „besondere Vorkommnisse“ mit rechtsextremen Hintergrund innerhalb der Bundeswehr im Jahr 1998 wurde Kritik geäußert, dass das Bundesverteidigungsministerium es stets abgelehnt hat, sich bis auf die allgemeine Formel, dass die Wehrmacht als Institution für die Bundeswehr nicht traditionsfähig sei, offiziell der Diskussion um Verantwortung und Schuld der Wehrmacht zu stellen und eine Abgrenzung der Wehrmacht von der Bundeswehr und ihren demokratischen Grundlagen zu formulieren. Dadurch sei es versäumt worden, der Legendenbildung und der Argumentation von ewig Gestrigen den Boden zu entziehen.
Einem demokratischen Selbstverständnis der Bundeswehr sei zudem abträglich, so wird kritisiert, dass die vom Heeresamt herausgegebenen „Hilfen für den Gefechtsdienst“ die Ausbildung der Kampftruppen an Fallbeispielen des Zweiten Weltkrieges orientierten, indem sie bis 2009 auch Quellen des ehemaligen Pressechefs im NS-Außenministerium Paul Karl Schmidt, konkret aus dessen unter seinem Nachkriegspseudonym Paul Carell verfassten Bestseller „Verbrannte Erde“, enthielten.
Rechtsextremistische Verdachtsfälle werden durch das Verteidigungsministerium dokumentiert, sofern sie aktenkundig werden. Im Zuge der Ermittlungen des Militärischen Abschirmdienstes (MAD) zu potentiellen Extremisten in der Bundeswehr im Jahr 2016 wurden erneut rechtsextreme Vorfälle bekannt. Darunter das Zeigen des Hitlergrußes, das Tragen von Wehrmachtsuniformen sowie fremdenfeindliche Hetze in einer WhatsApp-Gruppe. Medien berichteten von 12 vorzeitigen Entlassungen von Soldaten im Jahr 2015 aufgrund der Vorfälle; andere berichteten, dass 19 Soldaten aufgrund solcher Vorgänge im Jahr 2015 vorzeitig ihren Dienst bei der Bundeswehr beenden mussten. Insgesamt wurden 149 neue Hinweise auf Rechtsextremisten, Rassisten und Antisemiten im Jahr 2015 gemeldet. Im März 2016 teilte das Verteidigungsministerium mit, der MAD bearbeite insgesamt 230 rechtsextremistische Verdachtsfälle innerhalb des deutschen Militärs. Die Zahlen wurden nach einer Kleinen Anfrage durch die Bundestagsabgeordnete Ulla Jelpke (Die Linke) veröffentlicht. Anfang 2020 waren laut MAD 550 Verdachtsfälle in der Untersuchung, darunter 360 Fälle aus dem Jahr 2019. Für 2023 lag die Zahl der Fallbearbeitungen bei Verdacht auf Extremismus bei 483 – gegenüber 390 im Jahr 2022. Im Bereich Rechtsextremismus wurden 2023 insgesamt 308 Fallbearbeitungen neu aufgenommen (nach 278 im Jahr 2022).
Laut dem im Juni 2020 veröffentlichten Jahresbericht des MAD wurden im Jahr 2019 insgesamt 14 Extremisten in der Bundeswehr identifiziert und entlassen. Unter ihnen waren acht Rechtsextremisten, vier Islamisten und zwei sogenannte Reichsbürger gewesen. Bei weiteren 38 Bundeswehrangehörigen stellte der MAD „fehlende Verfassungstreue“ fest. Unter diesen Personen waren 27 Rechtsextremisten, vier Islamisten, drei Reichsbürger, ein Linksextremist und drei Personen aus dem Bereich des Ausländerextremismus gewesen. Im Jahr 2023 wurden 14 Menschen als erkannte Extremisten eingestuft, darunter sechs sogenannte Reichsbürger, fünf Rechtsextremisten und drei Personen wegen verfassungsschutzrelevanter Delegitimierung des Staates.
Immer wieder wurden auch seit dem Jahr 2017 Extremisten im Kommando Spezialkräfte durch den MAD identifiziert.
Bei einer Großrazzia im Dezember 2022 gegen die rechtsterroristische Patriotische Union, der die Vorbereitung eines Staatsstreichs vorgeworfen wird, wurden mehrere ehemalige und aktive Soldaten der Bundeswehr verhaftet, unter ihnen Maximilian Eder und Rüdiger von Pescatore.

Siehe auch: Fall Franco A., Hannibal (Netzwerk) und Nordkreuz

### Fehlverhalten von Soldaten abseits des Rechtsextremismus
Siehe auch: Kommando Spezialkräfte: Missstände innerhalb des KSK
In der Presse erregten einige Fälle erheblichen Fehlverhaltens von einzelnen Vorgesetzten und Soldaten Aufsehen. Dazu gehören das Übungsunglück an der Iller am 3. Juni 1957, die sogenannte Nagold-Affäre am 25. Juli 1963, die Misshandlung von Soldaten in Coesfeld (2004) und umstrittene Äußerungen eines Vorgesetzten über die Bewohner der Bronx während der Grundausbildung (GA).
Im Jahr 2006 wurde im Rahmen eines Bundeswehrskandals in Afghanistan bekannt, dass Soldaten der Bundeswehr im Rahmen des während ihres Einsatzes in Afghanistan menschliche Totenschädel schändeten und davon Fotos machten.
Im September 2009 wurden bei dem Luftangriff bei Kundus auf zwei von der Taliban entführte Tanklaster 142 Menschen getötet, darunter auch Kinder. Georg Klein, dem damaligen befehlshabenden Oberst, wurde vorgeworfen, ohne Lageaufklärung das Bombardement befohlen und somit gegen NATO-Einsatzregeln verstoßen zu haben. Dieser Vorwurf wurde jedoch weder durch den Bericht des Verteidigungsausschusses als 1. Untersuchungsausschuss noch juristisch bestätigt.
Im Februar 2010 wurden demütigende Aufnahmerituale innerhalb der Gebirgsjägertruppe publik, nachdem sich ein ehemaliger Wehrpflichtiger des Gebirgsjägerbataillons 233 an den Wehrbeauftragten des Bundestages gewandt hatte. So wurden in den Hochgebirgsjägerzug aufgenommene Soldaten unter anderem in dem sogenannten Fux-Test genötigt, rohe Schweineleber und Rollmöpse mit Frischhefe bis zum Erbrechen zu essen.
Im November 2010 starb eine Offiziersanwärterin auf der Gorch Fock durch einen Sturz von der Takelage, nachdem sie von ihrem Ausbilder angeblich dazu gedrängt worden war, hinaufzuklettern, obwohl sie zu erschöpft war. Die Staatsanwaltschaft konnte jedoch laut dem Bericht des Wehrbeauftragten des Bundestages 2011 „kein individuelles, dem Tod der Kadettin direkt zurechenbares, schuldhaftes Handeln feststellen“.
Im Januar 2017 wurde bekannt, dass im Ausbildungszentrum Spezielle Operationen im baden-württembergischen Pfullendorf Rekruten durch die Ausbilder systematisch sexuell misshandelt wurden. So mussten sich die Soldaten entkleiden und Tamponade in den Anus einführen, wobei sie überdies gefilmt wurden. Auch soll es bereits seit 2014 Hinweise auf frauenfeindliches Verhalten in der Kaserne gegeben haben. Die Staatsanwaltschaft Hechingen sah allerdings keinen ausreichenden Anfangsverdacht für die Vorwürfe und stellte das Verfahren ein. Ein weiteres Ermittlungsverfahren gegen sieben Soldaten aus Pfullendorf, die Kameraden zu unangemessenen Aufnahmeritualen gezwungen haben sollen, war im Mai 2017 noch nicht abgeschlossen.
Am 17. Februar 2017 eröffnete die Staatsanwaltschaft Frankfurt/Main ein Ermittlungsverfahren gegen den Bundeswehr-Oberleutnant Franco A. wegen der Vorbereitung einer staatsgefährdenden Gewalttat. Er hatte sich Ende 2015 in Bayern als syrischer Flüchtling ausgegeben, wurde als solcher registriert und bekam durch das BAMF Asyl, obwohl er kein Arabisch und nur gebrochen Französisch sprach. Er bezog bis zur Festnahme pro Monat gut 400 Euro Sozialleistungen und hatte ein Zimmer in einer Sammelunterkunft. Gleichzeitig war er weiter bei der Bundeswehr im Dienst und soll einen Anschlag geplant haben.
Im Oktober 2021 fanden Ermittler bei einer Hausdurchsuchung eines Offiziers Maschinengewehre, Panzer- und Flugabwehrwaffen, entschärfte Granaten, Munition, Zyankali sowie die radioaktiven Stoffe Thorium, Americium und Strontium-90.

### Tote und Gefallene
Seit Gründung der Bundeswehr im Jahr 1955 haben rund 3200 militärische und zivile Angehörige der Bundeswehr im Dienst ihr Leben verloren.
Meist waren Unfälle die Todesursache; Gründe dafür war bisweilen mangelhaftes Material, schlechte oder ignorierte Ausbildung, leichtfertiger Verstoß gegen Sicherheitsbestimmungen oder ungenügende Dienstvorschriften. Dies betraf vor allem die im Aufbau befindliche Luftwaffe der 1950er und 1960er Jahre; allein in dieser Teilstreitkraft gab es bis 1993 insgesamt 813 Tote. Die größten einzelnen Unfälle betrafen den Flugunfall eines C-160-Transall-Transportflugzeuges der Luftwaffe am 9. Februar 1975 auf Kreta mit 42 toten Soldaten sowie das U-Boot Hai der Marine, das am 14. September 1966 auf der Doggerbank sank, wobei 19 Soldaten ihr Leben ließen.
Unglückliche Zufälle kamen bisweilen hinzu: Am 13. September 1997 kollidierte vor Namibia die Tupolew Tu-154M „Open Skies“ der Flugbereitschaft mit einer Lockheed C-141 StarLifter der US-Luftwaffe. Alle 24 Menschen an Bord der Tupolew und alle 9 im Starlifter starben.

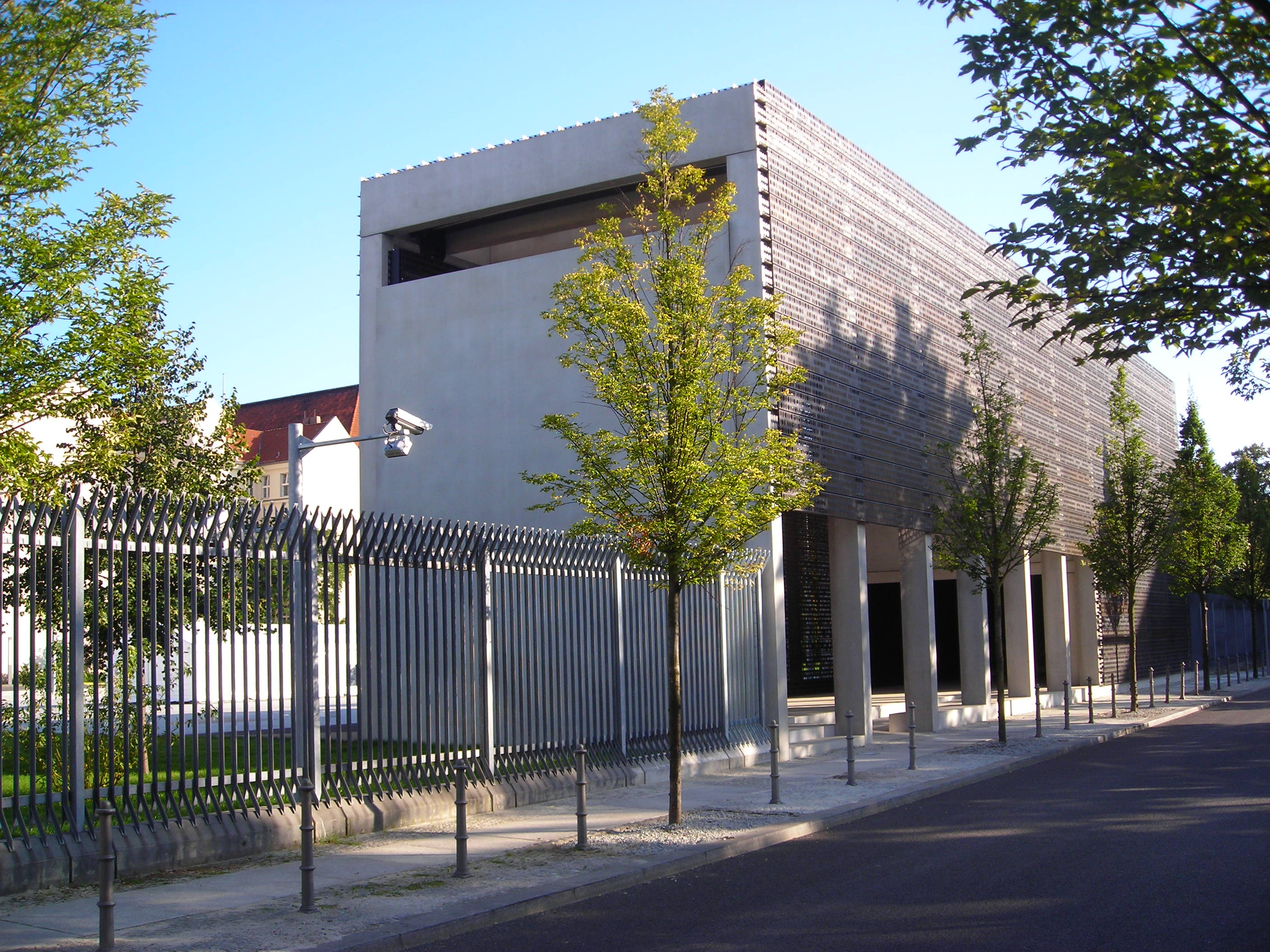
Das Ehrenmal der Bundeswehr in Berlin

An die Toten erinnert heute das Ehrenmal der Bundeswehr in Berlin. Nach langer Diskussion wurde am 27. November 2008 der Grundstein zum Ehrenmal der Bundeswehr auf dem Gelände des Verteidigungsministeriums in Berlin gelegt. Das Ehrenmal wurde im Hof des Bendlerblocks in Berlin nach einem Entwurf des Münchner Architekten Andreas Meck errichtet. Die Einweihung erfolgte am 9. September 2009.
Für die Toten der Teilstreitkraft Heer wurde 1972 auf der Festung Ehrenbreitstein in Koblenz das Ehrenmal des Deutschen Heeres geschaffen. Es erinnert an die gefallenen Soldaten in den beiden Weltkriegen und die im Einsatz und im Friedensbetrieb ums Leben gekommenen Soldaten des Heeres.
Das Ehrenmal der Luftwaffe und der Luftfahrt befindet sich in der Nähe des ehemaligen Fliegerhorstes Fürstenfeldbruck und wurde am 18. November 1962 eingeweiht.
Für die Toten der Teilstreitkraft Marine gibt es das Marine-Ehrenmal Laboe als zentrale Mahn- und Gedenkstätte. In Laboe liegen Gedenkbücher aus, welche die Namen der Marinetoten enthalten.
Eine Schwierigkeit besteht dabei darin, in einer sogenannten postheroischen Gesellschaft eine angemessene Form für das Gedenken an während ihres Dienstes ums Leben gekommene Soldaten zu finden.

#### Suizide
Darüber hinaus nahmen sich über 3500 Soldaten im Dienst aus nicht immer erkennbaren Gründen das Leben. Sie fanden keine Erwähnung im Ehrenmal der Bundeswehr, das im Übrigen aufgrund einer lückenhaften Datenbasis auch manch anderen infrage kommenden Namen nicht nennt. So tauchen Soldaten auf Zeit, die sich erst nach ihrem Dienstzeitende, aber aufgrund der Erlebnisse im Dienst, das Leben nahmen, in der Statistik des Ministeriums nicht auf.

### Expansion in den Cyberspace

#### Cyber-Kommando
Seit 2017 hat die Bundeswehr einen eigenen Organisationsbereich für Cyber und IT, die mit über 13 000 Soldaten u. a. Angriffe aus dem Internet abwehren soll.
Am 5. Mai 2017 wurde der Negativ-Preis Big Brother Award in der Kategorie Behörden an die Bundeswehr und die Bundesministerin der Verteidigung als deren Oberbefehlshaberin verliehen „für die massive digitale Aufrüstung der Bundeswehr mit dem neuen ‚Kommando Cyber- und Informationsraum‘ (KdoCIR)“. In seiner Laudatio erläuterte Rolf Gössner (Internationale Liga für Menschenrechte) die Kritik der Jury.
Eine Variante der Laudatio erschien anschließend in der Zeitschrift Ossietzky. Die bei der Preisverleihung Anwesenden wählten diesen Preis außerdem zum Publikumspreis.

#### Cyber Innovation Hub der Bundeswehr (CIHBw)
Im März 2017 wurde der Cyber Innovation Hub der Bundeswehr gegründet und nach Abschluss der Pilotphase 2020 als Innovationseinheit der Bundeswehr in der BWI GmbH verstetigt. Als „schnelles Beiboot“ unterstützt er die digitale Transformation der Bundeswehr und fungiert als Schnittstelle zwischen den Streitkräften und dem Startup-Ökosystem.

## Interessenvertretungen
Angehörige der Bundeswehr sind im Wesentlichen in folgenden Verbänden organisiert:
| Verband                                                           | Mitglieder  |
| ----------------------------------------------------------------- | ----------- |
| Deutscher Bundeswehrverband e. V. – DBwV                          | ca. 200.000 |
| Verband der Soldaten der Bundeswehr – VSB                         | ca. 2.500   |
| ver.di – vereinte Dienstleistungsgewerkschaft (ver.di Bundeswehr) | unbekannt   |
| Verband der Arbeitnehmer der Bundeswehr – VAB                     | ca. 8.000   |
| Verband der Beamten und Beschäftigten der Bundeswehr – VBB        | ca. 22.000  |

## Rundfunkberichte
- Rolf Clement: Bundeswehr – Woran die Rüstungsbeschaffung krankt, Deutschlandfunk – „Hintergrund“ vom 27. November 2014
- ZDFheute Nachrichten: Wie schlecht ist die Ausrüstung der Bundeswehr? | Markus Lanz vom 18. Mai 2022 auf YouTube, 19. Mai 2022 (Laufzeit: 24:52 min).